# Personnages de La Petite Maison dans la prairie

Cet article concerne les personnages de la série télévisée La Petite Maison dans la prairie et non les personnages du livre ayant inspiré la série, ou les personnes réelles ayant inspiré le livre. Il existe en effet des différences: la véritable Mary Ingalls ne s'est jamais mariée, les Oleson s'appellent Owens, etc.

## Famille Ingalls
|              |              |              |              |                                    |                                    |                                    |                                    |                                    |                                    |                     |                     |                     |                     |  |  |                      |                      |                      |                      |                      |                      |  |  |                         |                         |                         |                         | Landsford Whiting Ingalls | Landsford Whiting Ingalls | Landsford Whiting Ingalls | Landsford Whiting Ingalls | Landsford Whiting Ingalls            | Landsford Whiting Ingalls            |                                      |                                      | Laura Louise Colby                   | Laura Louise Colby                   | Laura Louise Colby      | Laura Louise Colby      | Laura Louise Colby             | Laura Louise Colby             |                                |                                | Henry Newton Quiner            | Henry Newton Quiner            | Henry Newton Quiner  | Henry Newton Quiner  | Henry Newton Quiner  | Henry Newton Quiner  |                     |                     | Charlotte Wallis Tucker | Charlotte Wallis Tucker | Charlotte Wallis Tucker | Charlotte Wallis Tucker | Charlotte Wallis Tucker | Charlotte Wallis Tucker |                      |                      | Frederick Holbrook   | Frederick Holbrook   | Frederick Holbrook | Frederick Holbrook | Frederick Holbrook   | Frederick Holbrook   |                      |                      |                      |                      |  |  |                          |                          |                          |                          |                          |                          |
|              |              |              |              |                                    |                                    |                                    |                                    |                                    |                                    |                     |                     |                     |                     |  |  |                      |                      |                      |                      |                      |                      |  |  |                         |                         |                         |                         | Landsford Whiting Ingalls | Landsford Whiting Ingalls | Landsford Whiting Ingalls | Landsford Whiting Ingalls | Landsford Whiting Ingalls            | Landsford Whiting Ingalls            |                                      |                                      | Laura Louise Colby                   | Laura Louise Colby                   | Laura Louise Colby      | Laura Louise Colby      | Laura Louise Colby             | Laura Louise Colby             |                                |                                | Henry Newton Quiner            | Henry Newton Quiner            | Henry Newton Quiner  | Henry Newton Quiner  | Henry Newton Quiner  | Henry Newton Quiner  |                     |                     | Charlotte Wallis Tucker | Charlotte Wallis Tucker | Charlotte Wallis Tucker | Charlotte Wallis Tucker | Charlotte Wallis Tucker | Charlotte Wallis Tucker |                      |                      | Frederick Holbrook   | Frederick Holbrook   | Frederick Holbrook | Frederick Holbrook | Frederick Holbrook   | Frederick Holbrook   |                      |                      |                      |                      |  |  |                          |                          |                          |                          |                          |                          |
|              |              |              |              |                                    |                                    |                                    |                                    |                                    |                                    |                     |                     |                     |                     |  |  |                      |                      |                      |                      |                      |                      |  |  |                         |                         |                         |                         |                           |                           |                           |                           |                                      |                                      |                                      |                                      |                                      |                                      |                         |                         |                                |                                |                                |                                |                                |                                |                      |                      |                      |                      |                     |                     |                         |                         |                         |                         |                         |                         |                      |                      |                      |                      |                    |                    |                      |                      |                      |                      |                      |                      |  |  |                          |                          |                          |                          |                          |                          |
|              |              |              |              |                                    |                                    |                                    |                                    |                                    |                                    |                     |                     |                     |                     |  |  |                      |                      |                      |                      |                      |                      |  |  |                         |                         |                         |                         |                           |                           |                           |                           |                                      |                                      |                                      |                                      |                                      |                                      |                         |                         |                                |                                |                                |                                |                                |                                |                      |                      |                      |                      |                     |                     |                         |                         |                         |                         |                         |                         |                      |                      |                      |                      |                    |                    |                      |                      |                      |                      |                      |                      |  |  |                          |                          |                          |                          |                          |                          |
|              |              |              |              |                                    |                                    |                                    |                                    |                                    |                                    |                     |                     |                     |                     |  |  |                      |                      |                      |                      |                      |                      |  |  |                         |                         |                         |                         |                           |                           |                           |                           |                                      |                                      |                                      |                                      | Charles Phillip Ingalls              | Charles Phillip Ingalls              | Charles Phillip Ingalls | Charles Phillip Ingalls | Charles Phillip Ingalls        | Charles Phillip Ingalls        |                                |                                | Caroline Lake Quiner           | Caroline Lake Quiner           | Caroline Lake Quiner | Caroline Lake Quiner | Caroline Lake Quiner | Caroline Lake Quiner |                     |                     |                         |                         |                         |                         |                         |                         |                      |                      |                      |                      |                    |                    |                      |                      |                      |                      |                      |                      |  |  |                          |                          |                          |                          |                          |                          |
|              |              |              |              |                                    |                                    |                                    |                                    |                                    |                                    |                     |                     |                     |                     |  |  |                      |                      |                      |                      |                      |                      |  |  |                         |                         |                         |                         |                           |                           |                           |                           |                                      |                                      |                                      |                                      | Charles Phillip Ingalls              | Charles Phillip Ingalls              | Charles Phillip Ingalls | Charles Phillip Ingalls | Charles Phillip Ingalls        | Charles Phillip Ingalls        |                                |                                | Caroline Lake Quiner           | Caroline Lake Quiner           | Caroline Lake Quiner | Caroline Lake Quiner | Caroline Lake Quiner | Caroline Lake Quiner |                     |                     |                         |                         |                         |                         |                         |                         |                      |                      |                      |                      |                    |                    |                      |                      |                      |                      |                      |                      |  |  |                          |                          |                          |                          |                          |                          |
|              |              |              |              |                                    |                                    |                                    |                                    |                                    |                                    |                     |                     |                     |                     |  |  |                      |                      |                      |                      |                      |                      |  |  |                         |                         |                         |                         |                           |                           |                           |                           |                                      |                                      |                                      |                                      |                                      |                                      |                         |                         |                                |                                |                                |                                |                                |                                |                      |                      |                      |                      |                     |                     |                         |                         |                         |                         |                         |                         |                      |                      |                      |                      |                    |                    |                      |                      |                      |                      |                      |                      |  |  |                          |                          |                          |                          |                          |                          |
|              |              |              |              |                                    |                                    |                                    |                                    |                                    |                                    |                     |                     |                     |                     |  |  |                      |                      |                      |                      |                      |                      |  |  |                         |                         |                         |                         |                           |                           |                           |                           |                                      |                                      |                                      |                                      |                                      |                                      |                         |                         |                                |                                |                                |                                |                                |                                |                      |                      |                      |                      |                     |                     |                         |                         |                         |                         |                         |                         |                      |                      |                      |                      |                    |                    |                      |                      |                      |                      |                      |                      |  |  |                          |                          |                          |                          |                          |                          |
| Adam Kendall | Adam Kendall | Adam Kendall | Adam Kendall | Adam Kendall                       | Adam Kendall                       |                                    |                                    | Mary Amelia Ingalls                | Mary Amelia Ingalls                | Mary Amelia Ingalls | Mary Amelia Ingalls | Mary Amelia Ingalls | Mary Amelia Ingalls |  |  | Almanzo James Wilder | Almanzo James Wilder | Almanzo James Wilder | Almanzo James Wilder | Almanzo James Wilder | Almanzo James Wilder |  |  | Laura Elizabeth Ingalls | Laura Elizabeth Ingalls | Laura Elizabeth Ingalls | Laura Elizabeth Ingalls | Laura Elizabeth Ingalls   | Laura Elizabeth Ingalls   |                           |                           | « Carrie » Caroline Celestia Ingalls | « Carrie » Caroline Celestia Ingalls | « Carrie » Caroline Celestia Ingalls | « Carrie » Caroline Celestia Ingalls | « Carrie » Caroline Celestia Ingalls | « Carrie » Caroline Celestia Ingalls |                         |                         | Charles Frederick Ingalls, Jr. | Charles Frederick Ingalls, Jr. | Charles Frederick Ingalls, Jr. | Charles Frederick Ingalls, Jr. | Charles Frederick Ingalls, Jr. | Charles Frederick Ingalls, Jr. |                      |                      | Grace Pearl Ingalls  | Grace Pearl Ingalls  | Grace Pearl Ingalls | Grace Pearl Ingalls | Grace Pearl Ingalls     | Grace Pearl Ingalls     |                         |                         | Albert Quinn-Ingalls    | Albert Quinn-Ingalls    | Albert Quinn-Ingalls | Albert Quinn-Ingalls | Albert Quinn-Ingalls | Albert Quinn-Ingalls |                    |                    | James Cooper-Ingalls | James Cooper-Ingalls | James Cooper-Ingalls | James Cooper-Ingalls | James Cooper-Ingalls | James Cooper-Ingalls |  |  | Cassandra Cooper-Ingalls | Cassandra Cooper-Ingalls | Cassandra Cooper-Ingalls | Cassandra Cooper-Ingalls | Cassandra Cooper-Ingalls | Cassandra Cooper-Ingalls |
| Adam Kendall | Adam Kendall | Adam Kendall | Adam Kendall | Adam Kendall                       | Adam Kendall                       |                                    |                                    | Mary Amelia Ingalls                | Mary Amelia Ingalls                | Mary Amelia Ingalls | Mary Amelia Ingalls | Mary Amelia Ingalls | Mary Amelia Ingalls |  |  | Almanzo James Wilder | Almanzo James Wilder | Almanzo James Wilder | Almanzo James Wilder | Almanzo James Wilder | Almanzo James Wilder |  |  | Laura Elizabeth Ingalls | Laura Elizabeth Ingalls | Laura Elizabeth Ingalls | Laura Elizabeth Ingalls | Laura Elizabeth Ingalls   | Laura Elizabeth Ingalls   |                           |                           | « Carrie » Caroline Celestia Ingalls | « Carrie » Caroline Celestia Ingalls | « Carrie » Caroline Celestia Ingalls | « Carrie » Caroline Celestia Ingalls | « Carrie » Caroline Celestia Ingalls | « Carrie » Caroline Celestia Ingalls |                         |                         | Charles Frederick Ingalls, Jr. | Charles Frederick Ingalls, Jr. | Charles Frederick Ingalls, Jr. | Charles Frederick Ingalls, Jr. | Charles Frederick Ingalls, Jr. | Charles Frederick Ingalls, Jr. |                      |                      | Grace Pearl Ingalls  | Grace Pearl Ingalls  | Grace Pearl Ingalls | Grace Pearl Ingalls | Grace Pearl Ingalls     | Grace Pearl Ingalls     |                         |                         | Albert Quinn-Ingalls    | Albert Quinn-Ingalls    | Albert Quinn-Ingalls | Albert Quinn-Ingalls | Albert Quinn-Ingalls | Albert Quinn-Ingalls |                    |                    | James Cooper-Ingalls | James Cooper-Ingalls | James Cooper-Ingalls | James Cooper-Ingalls | James Cooper-Ingalls | James Cooper-Ingalls |  |  | Cassandra Cooper-Ingalls | Cassandra Cooper-Ingalls | Cassandra Cooper-Ingalls | Cassandra Cooper-Ingalls | Cassandra Cooper-Ingalls | Cassandra Cooper-Ingalls |
|              |              |              |              |                                    |                                    |                                    |                                    |                                    |                                    |                     |                     |                     |                     |  |  |                      |                      |                      |                      |                      |                      |  |  |                         |                         |                         |                         |                           |                           |                           |                           |                                      |                                      |                                      |                                      |                                      |                                      |                         |                         |                                |                                |                                |                                |                                |                                |                      |                      |                      |                      |                     |                     |                         |                         |                         |                         |                         |                         |                      |                      |                      |                      |                    |                    |                      |                      |                      |                      |                      |                      |  |  |                          |                          |                          |                          |                          |                          |
|              |              |              |              |                                    |                                    |                                    |                                    |                                    |                                    |                     |                     |                     |                     |  |  |                      |                      |                      |                      |                      |                      |  |  |                         |                         |                         |                         |                           |                           |                           |                           |                                      |                                      |                                      |                                      |                                      |                                      |                         |                         |                                |                                |                                |                                |                                |                                |                      |                      |                      |                      |                     |                     |                         |                         |                         |                         |                         |                         |                      |                      |                      |                      |                    |                    |                      |                      |                      |                      |                      |                      |  |  |                          |                          |                          |                          |                          |                          |
|              |              |              |              | Adam Charles Holbrook Kendall, Jr. | Adam Charles Holbrook Kendall, Jr. | Adam Charles Holbrook Kendall, Jr. | Adam Charles Holbrook Kendall, Jr. | Adam Charles Holbrook Kendall, Jr. | Adam Charles Holbrook Kendall, Jr. |                     |                     |                     |                     |  |  | Rose Wilder          | Rose Wilder          | Rose Wilder          | Rose Wilder          | Rose Wilder          | Rose Wilder          |  |  | bébé Wilder             | bébé Wilder             | bébé Wilder             | bébé Wilder             | bébé Wilder               | bébé Wilder               |                           |                           |                                      |                                      |                                      |                                      |                                      |                                      |                         |                         |                                |                                |                                |                                |                                |                                |                      |                      |                      |                      |                     |                     |                         |                         |                         |                         |                         |                         |                      |                      |                      |                      |                    |                    |                      |                      |                      |                      |                      |                      |  |  |                          |                          |                          |                          |                          |                          |

### Charles Ingalls
Interprété par Michael Landon.

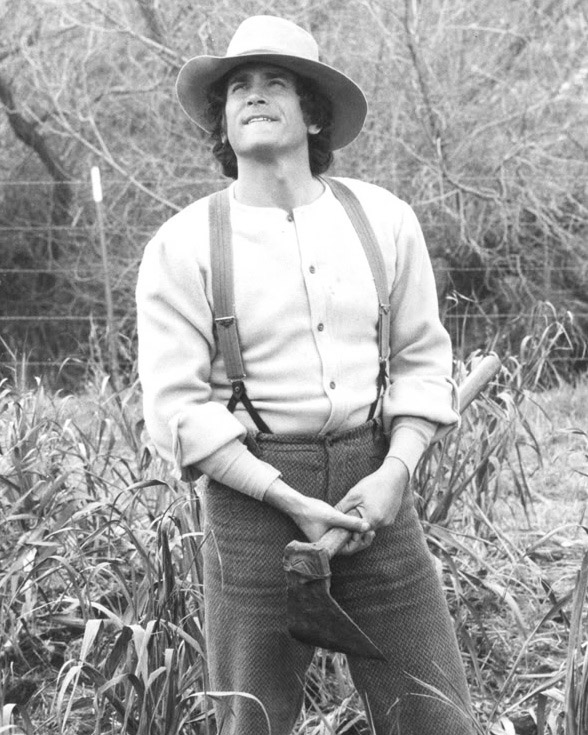
Michael Landon interprète Charles Ingalls.

Charles Phillip Ingalls, fermier courageux et travailleur, cultive sa terre, et travaille à mi-temps à la scierie ; à l'occasion, il effectue également quelques travaux de menuiserie. Très amoureux de sa femme, très affectueux envers ses enfants, Charles attache également beaucoup d'importance à l'amitié, et est toujours disponible lorsqu'il s'agit d'aider son prochain, même un inconnu. Apprécié des autres villageois, il devient rapidement membre du Conseil du village. Très croyant, il fait partie de ceux qui remplacent le révérend Alden le dimanche quand il n'est pas là. Il finit par quitter Walnut Grove avec sa famille pour aller habiter à  Burr Oak, regrettant toutefois profondément sa vie au village.

### Caroline Ingalls
Interprétée par Karen Grassle.

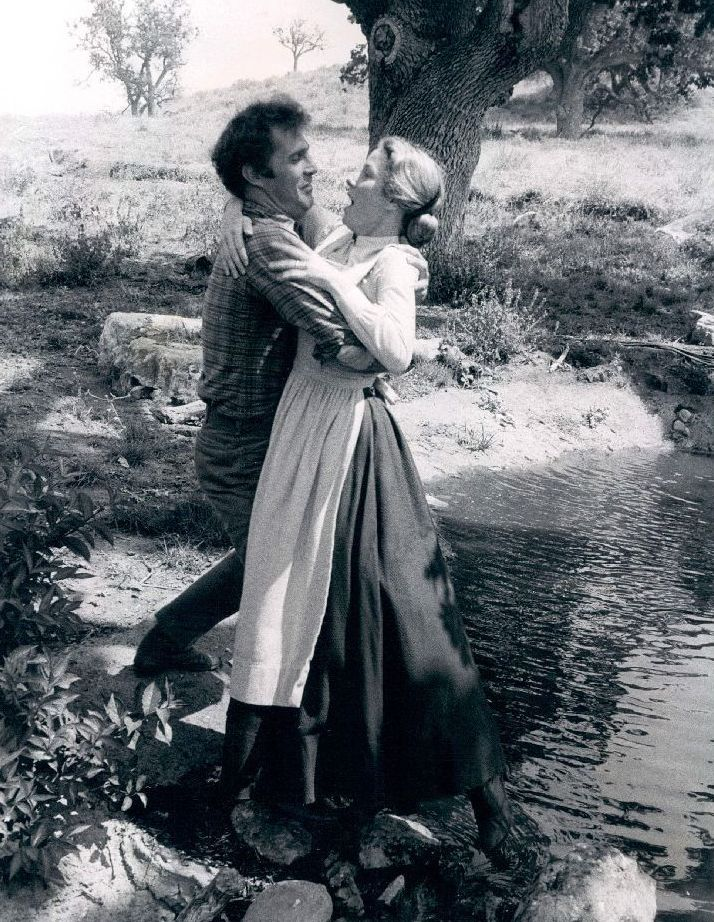
Karen Grassle (ici avec Gil Gerard) interprète Caroline Ingalls

Caroline Lake Quiner, épouse de Charles Ingalls, est une fermière courageuse et travailleuse. Amoureuse de son mari, affectueuse envers ses enfants, amicale et compréhensive envers les autres ; elle est encore plus pieuse que son mari et ses talents de cuisinière sont renommés. Caroline a son diplôme d'institutrice, et enseigne à plusieurs reprises. À Winoka, elle travaillera en tant que cuisinière, et deviendra cuisinière Chez Nellie, où elle est même un temps associée, le restaurant prendra alors le nom Chez Caroline. Elle part vivre à la ville avec Charles et les enfants.

### Mary Ingalls

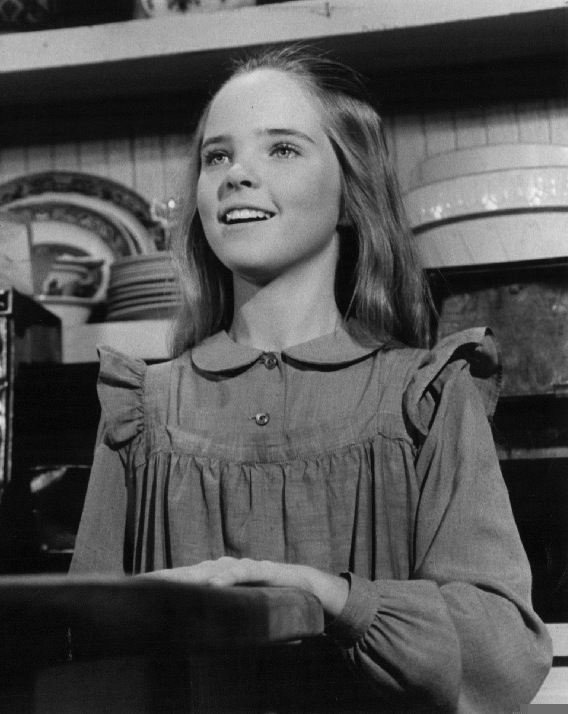
Melissa Sue Anderson interprète Mary Ingalls

Interprétée par Melissa Sue Anderson.
Mary Amelia Ingalls est l'aînée des enfants Ingalls. Sage et studieuse, elle est une excellente élève et lit sans cesse. Belle, elle a beaucoup de succès auprès des garçons. Généralement obéissante, elle gronde volontiers Laura. Elle rêve de devenir institutrice et est brièvement assistante de Mlle Beadle, après avoir été aide-vendeuse au magasin Oleson et apprentie-couturière auprès de Mlle Whipple. Elle devient aveugle et rencontre Adam Kendall, son professeur et futur mari, dans l'institut pour aveugles où l'envoient ses parents à Burton dans l'Iowa. Adam lui permet de surmonter sa cécité et Mary devient enseignante pour les petits aveugles à Winoka dans le Dakota. Après une fausse couche, elle donne naissance à un garçon, Adam Junior, qui meurt bébé, brûlé dans l'incendie de l'institut pour jeunes aveugles : elle aura du mal à s'en remettre. Lorsqu'Adam recouvre la vue, elle trouvera cela injuste, mais elle oubliera cette vision des choses. Elle devient assistante auprès de son mari avocat. Elle part finalement vivre à New York avec Adam.

### Laura Ingalls
Interprétée par Melissa Gilbert.

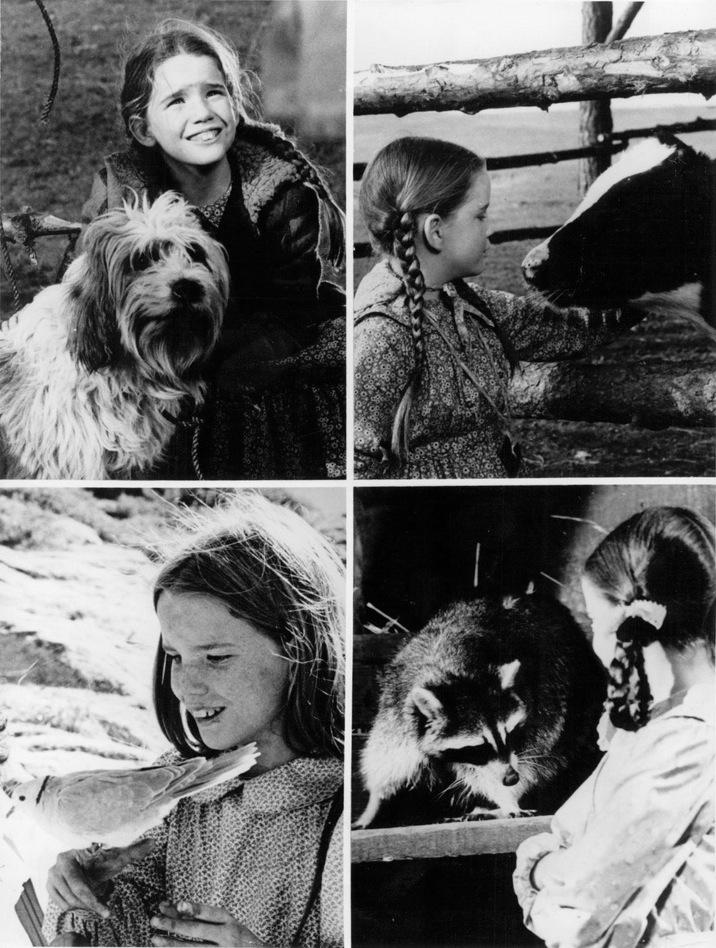
Melissa Gilbert interprète Laura Ingalls

Laura Elizabeth Ingalls est la deuxième fille des Ingalls, et l'héroïne (et parfois la narratrice en voix-off) de l'histoire. Laura aime courir, pêcher, construire des cabanes. Énergique et volontaire, courageuse et travailleuse comme ses parents, elle tente comme eux d'aider les autres chaque fois qu'elle le peut. Parfois jalouse de Mary, elle est affectée d'apprendre sa cécité. Elle a eu beaucoup d'amoureux. Elle a pour ennemie Nellie Oleson, qui lui joue des mauvais tours. Elles finiront par devenir amies. Elle épousera Almanzo Wilder dont elle a une fille, Rose, et un garçon qui meurt peu de temps après sa naissance sans avoir de nom. Le couple accueille et élève la nièce d'Almanzo, Jenny Wilder. Laura devient l'institutrice de Walnut Grove, puis tient une pension qui offre des chambres d'hôtes et devient plus tard écrivain.

### Carrie Ingalls
Interprétée à tour de rôle par Lindsay et Sidney Greenbush.
« Carrie » Caroline Celestia Ingalls est une petite fille joyeuse et rêveuse ; c'est elle qui chute dans le pré dans le générique. Elle aime beaucoup ses parents. Elle bichonne Grace, sa petite sœur. Petite, elle tombe dans un trou (épisode La Chasse aux papillons). L'épisode Le Téléphone lui est consacré. Au début de la série, elle est très effacée, en raison de son jeune âge, puis, peu à peu, elle s'affirme, et s'entend très bien avec sa sœur adoptive, Cassandra Cooper.

### Charles Ingalls, Jr.
Charles Frederick Ingalls, Jr. est le seul garçon biologique de Charles et Caroline. Il a pour parrain Isaiah Edwards. Il meurt bébé à l'âge de 10 mois, et sa tombe est située près de la maison. Le deuil de cet enfant marque durablement la famille et spécialement Charles qui rêvait d'avoir un fils.

### Grace Ingalls
Interprétée à tour de rôle par Brenda Lea et Wendi Lou Turnbaugh.
Grace Pearl Ingalls est la dernière et quatrième fille biologique des Ingalls. Caroline espérait mettre au monde un garçon et une voyante lui en avait prédit un. Grace s'endort facilement à table, est très difficile concernant la nourriture ; il faut que ce soit sa mère qui la lui donne. C'est une petite fille pleine d'espoir, elle est très souvent avec sa mère et lui obéit très bien.

### Albert Ingalls
Interprété par Matthew Laborteaux.

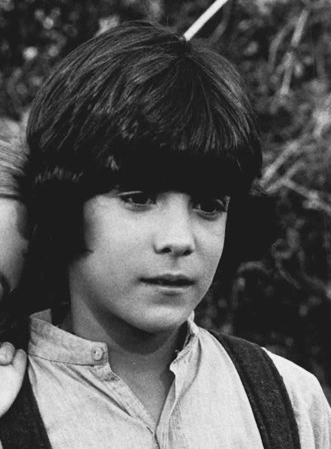
Matthew Laborteaux interprète Albert Ingalls

Albert Quinn, abandonné petit, a connu l'orphelinat où il était maltraité. Il s'est enfui et a vécu trois ans seul dans les rues, cirant des chaussures et volant pour survivre. Il rencontre alors Laura Ingalls à Winoka et sympathise avec elle, puis avec Charles Ingalls. Il devient un proche de la famille, partageant leurs repas et est envoyé à l'école par Charles. Il part finalement vivre avec les Ingalls à Walnut Grove, avant d'être adopté par eux. Le père biologique d'Albert, Jeremy Quinn, réapparaît et essaie d'abord de le récupérer, avant de consentir à son adoption par les Ingalls (Albert se faisant passer devant lui pour un enfant aveugle, ce qui le fait changer d'avis). Malin, farceur et débrouillard, Albert est particulièrement proche de sa sœur Laura et de Charles dont il est le fils tant attendu. Plus tard, lorsque les Ingalls repartent de nouveau à la ville, Albert a de mauvaises fréquentations, vole de nouveau et se drogue (morphine); mais Charles réussit à le désintoxiquer à Walnut Grove. Albert veut faire des études de médecine, rêvant de revenir pratiquer à Walnut Grove, mais, atteint d'une maladie incurable du sang (certainement une leucémie au vu des symptômes : saignements de nez, fatigue, pâleur, etc.), Albert y renonce et revient finalement à Walnut Grove, où il meurt de leucémie à 21 ans.

### James et Cassandra Ingalls

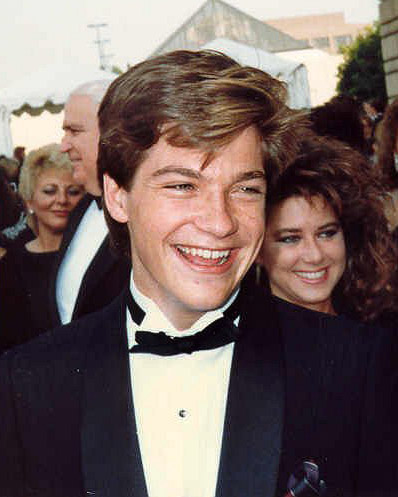
Jason Bateman interprète James Ingalls

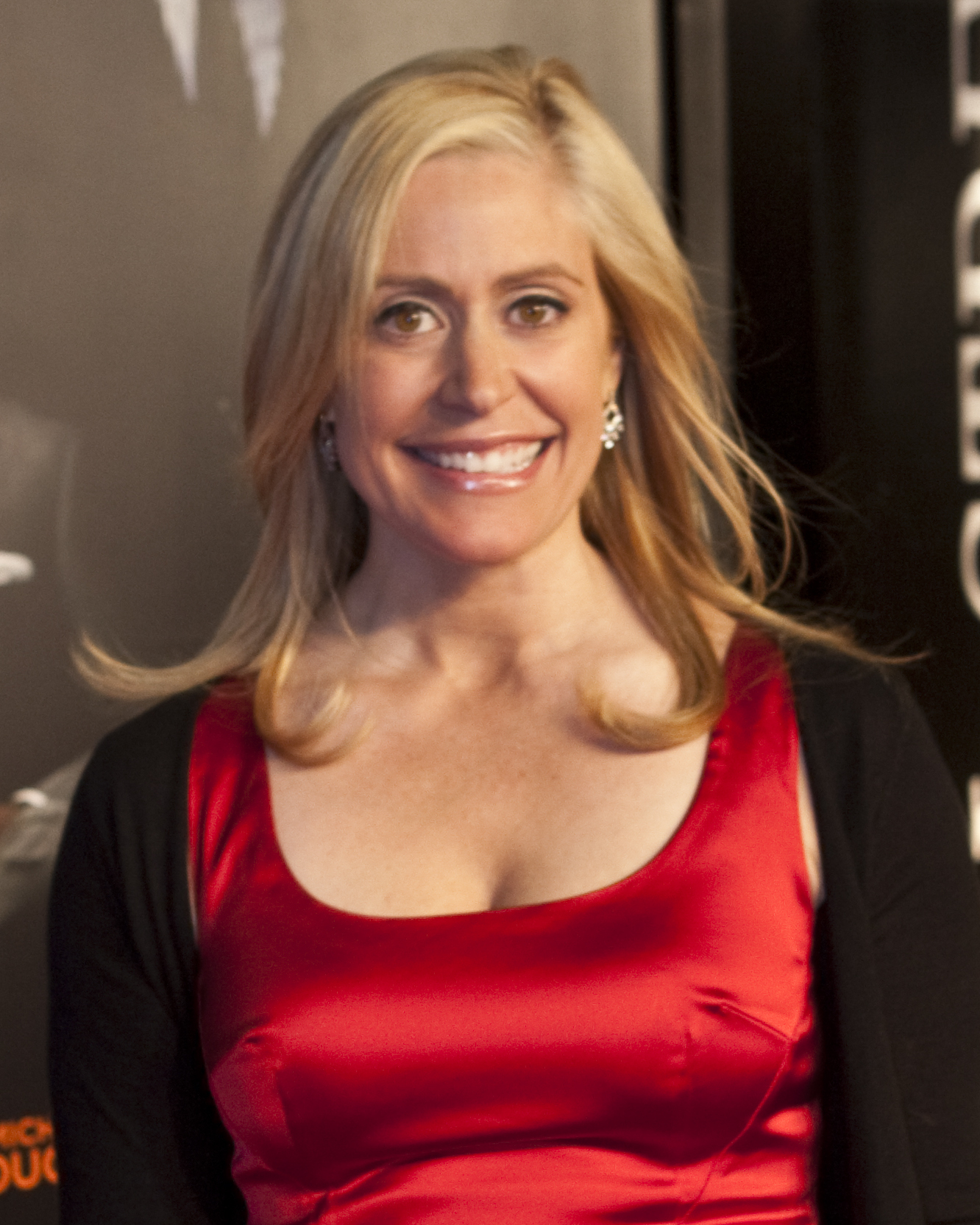
Melissa Francis interprète Cassandra Ingalls

Interprétés par Jason Bateman et Melissa Francis.
Les parents de James et Cassandra Cooper meurent devant leurs yeux dans un accident (leur chariot fait une chute au bas d'une colline). D'abord destinés à l'orphelinat, puis recueillis par une famille, les Dobkins, dans laquelle ils ne sentent pas bien, ils sont finalement adoptés par les Ingalls. Leur oncle biologique, Jed, veut un temps les récupérer, mais finalement renonce.
James a un caractère facile, égal. Il est protecteur avec Cassandra, et proche d'Albert, à qui il veut ressembler. James sera touché par une balle lors d'un hold-up, sombrera dans un coma mais s'en sortira par miracle.
Cassandra est émotive et affectueuse, proche de Carrie et surtout de Caroline, qui ressemble physiquement à sa première maman.

## Famille Oleson
|                                  |                                  |                                  |                                  |                                  |                                  |  |  |                       |                       |                       |                       |                       |                       |  |  |                           |                           |                           |                           | ? Oleson                  | ? Oleson                  | ? Oleson | ? Oleson | ? Oleson                  | ? Oleson                  |                           |                           | ? Oleson                  | ? Oleson                  | ? Oleson | ? Oleson | ? Oleson         | ? Oleson         |                  |                  |                  |                  |
|                                  |                                  |                                  |                                  |                                  |                                  |  |  |                       |                       |                       |                       |                       |                       |  |  |                           |                           |                           |                           | ? Oleson                  | ? Oleson                  | ? Oleson | ? Oleson | ? Oleson                  | ? Oleson                  |                           |                           | ? Oleson                  | ? Oleson                  | ? Oleson | ? Oleson | ? Oleson         | ? Oleson         |                  |                  |                  |                  |
|                                  |                                  |                                  |                                  |                                  |                                  |  |  |                       |                       |                       |                       |                       |                       |  |  |                           |                           |                           |                           |                           |                           |          |          |                           |                           |                           |                           |                           |                           |          |          |                  |                  |                  |                  |                  |                  |
|                                  |                                  |                                  |                                  |                                  |                                  |  |  |                       |                       |                       |                       |                       |                       |  |  |                           |                           |                           |                           |                           |                           |          |          |                           |                           |                           |                           |                           |                           |          |          |                  |                  |                  |                  |                  |                  |
|                                  |                                  |                                  |                                  |                                  |                                  |  |  |                       |                       |                       |                       |                       |                       |  |  | « Nels » Nelson Oleson    | « Nels » Nelson Oleson    | « Nels » Nelson Oleson    | « Nels » Nelson Oleson    | « Nels » Nelson Oleson    | « Nels » Nelson Oleson    |          |          | Harriet Williamina Oleson | Harriet Williamina Oleson | Harriet Williamina Oleson | Harriet Williamina Oleson | Harriet Williamina Oleson | Harriet Williamina Oleson |          |          | Annabelle Oleson | Annabelle Oleson | Annabelle Oleson | Annabelle Oleson | Annabelle Oleson | Annabelle Oleson |
|                                  |                                  |                                  |                                  |                                  |                                  |  |  |                       |                       |                       |                       |                       |                       |  |  | « Nels » Nelson Oleson    | « Nels » Nelson Oleson    | « Nels » Nelson Oleson    | « Nels » Nelson Oleson    | « Nels » Nelson Oleson    | « Nels » Nelson Oleson    |          |          | Harriet Williamina Oleson | Harriet Williamina Oleson | Harriet Williamina Oleson | Harriet Williamina Oleson | Harriet Williamina Oleson | Harriet Williamina Oleson |          |          | Annabelle Oleson | Annabelle Oleson | Annabelle Oleson | Annabelle Oleson | Annabelle Oleson | Annabelle Oleson |
|                                  |                                  |                                  |                                  |                                  |                                  |  |  |                       |                       |                       |                       |                       |                       |  |  |                           |                           |                           |                           |                           |                           |          |          |                           |                           |                           |                           |                           |                           |          |          |                  |                  |                  |                  |                  |                  |
|                                  |                                  |                                  |                                  |                                  |                                  |  |  |                       |                       |                       |                       |                       |                       |  |  |                           |                           |                           |                           |                           |                           |          |          |                           |                           |                           |                           |                           |                           |          |          |                  |                  |                  |                  |                  |                  |
| Isaac Cohen, dit Percival Dalton | Isaac Cohen, dit Percival Dalton | Isaac Cohen, dit Percival Dalton | Isaac Cohen, dit Percival Dalton | Isaac Cohen, dit Percival Dalton | Isaac Cohen, dit Percival Dalton |  |  | Nellie Oleson         | Nellie Oleson         | Nellie Oleson         | Nellie Oleson         | Nellie Oleson         | Nellie Oleson         |  |  | « Willie » William Oleson | « Willie » William Oleson | « Willie » William Oleson | « Willie » William Oleson | « Willie » William Oleson | « Willie » William Oleson |          |          | Rachel Brown              | Rachel Brown              | Rachel Brown              | Rachel Brown              | Rachel Brown              | Rachel Brown              |          |          | Nancy Oleson     | Nancy Oleson     | Nancy Oleson     | Nancy Oleson     | Nancy Oleson     | Nancy Oleson     |
| Isaac Cohen, dit Percival Dalton | Isaac Cohen, dit Percival Dalton | Isaac Cohen, dit Percival Dalton | Isaac Cohen, dit Percival Dalton | Isaac Cohen, dit Percival Dalton | Isaac Cohen, dit Percival Dalton |  |  | Nellie Oleson         | Nellie Oleson         | Nellie Oleson         | Nellie Oleson         | Nellie Oleson         | Nellie Oleson         |  |  | « Willie » William Oleson | « Willie » William Oleson | « Willie » William Oleson | « Willie » William Oleson | « Willie » William Oleson | « Willie » William Oleson |          |          | Rachel Brown              | Rachel Brown              | Rachel Brown              | Rachel Brown              | Rachel Brown              | Rachel Brown              |          |          | Nancy Oleson     | Nancy Oleson     | Nancy Oleson     | Nancy Oleson     | Nancy Oleson     | Nancy Oleson     |
|                                  |                                  |                                  |                                  |                                  |                                  |  |  |                       |                       |                       |                       |                       |                       |  |  |                           |                           |                           |                           |                           |                           |          |          |                           |                           |                           |                           |                           |                           |          |          |                  |                  |                  |                  |                  |                  |
|                                  |                                  |                                  |                                  |                                  |                                  |  |  |                       |                       |                       |                       |                       |                       |  |  |                           |                           |                           |                           |                           |                           |          |          |                           |                           |                           |                           |                           |                           |          |          |                  |                  |                  |                  |                  |                  |
| Jennifer Dalton                  | Jennifer Dalton                  | Jennifer Dalton                  | Jennifer Dalton                  | Jennifer Dalton                  | Jennifer Dalton                  |  |  | Benjamin Cohen-Dalton | Benjamin Cohen-Dalton | Benjamin Cohen-Dalton | Benjamin Cohen-Dalton | Benjamin Cohen-Dalton | Benjamin Cohen-Dalton |  |  |                           |                           |                           |                           |                           |                           |          |          |                           |                           |                           |                           |                           |                           |          |          |                  |                  |                  |                  |                  |                  |

### Nels Oleson
Interprété par Richard Bull.

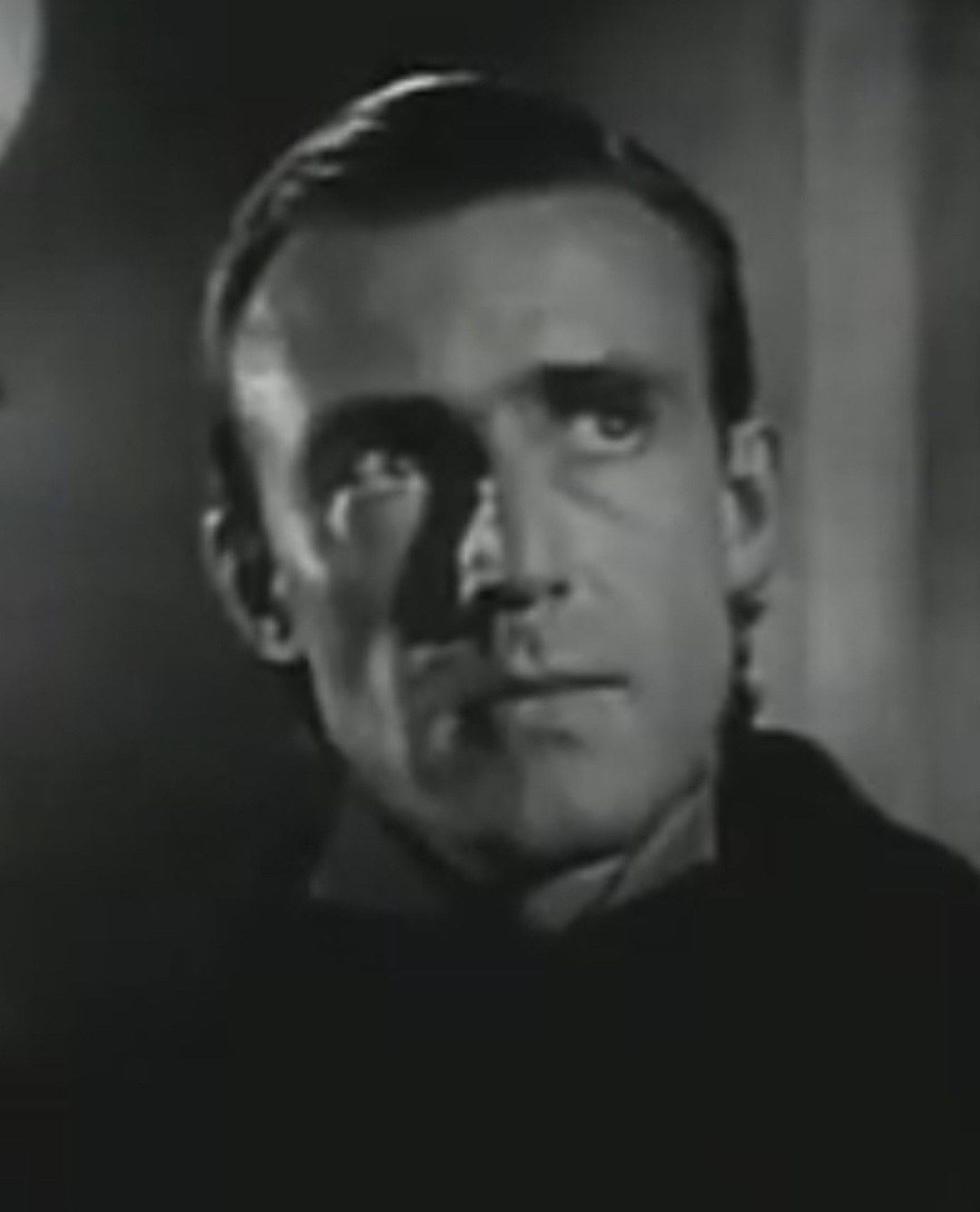
Richard Bull interprète Nels Oleson

« Nels » Nelson Oleson est commerçant, et plus tard également cuisinier du restaurant. Compréhensif, serviable, généreux, il est cependant faible devant sa femme, à laquelle il cède tout pour avoir la paix. Durant un moment, ne pouvant plus supporter sa famille, il quitte Walnut Grove et rencontre Molly, une belle jeune femme dont il tombe amoureux. Mais il reviendra très vite pour revoir Harriet. Souhaitant donner à ses enfants une bonne éducation, il essaye sans succès d'être un peu strict avec eux. Bien que Nels soit très apprécié dans la région, on lui reproche sa soumission envers sa femme. Il a cependant, par moments, quelques sursauts d'autoritarisme ou de colère, vite étouffés. À part ça, Nels est un bon cuisinier, et il aime pêcher ou rester tranquille. Il est un des notables de la ville et appartient au Conseil du Village. Il est également l'homme le plus riche du village.

### Annabelle Oleson
Interprétée par Harriett Gibson.
Annabelle Oleson est la sœur cadette de Nels Oleson. Pendant longtemps ils ont perdu contact, Nels n'assumant pas le physique d'Annabelle. Cette dernière a fini par rejoindre un cirque et y tient le rôle de « la grosse dame ». Ils se réconcilieront lorsque le cirque passera par Walnut Grove.

### Harriet Oleson
Interprétée par Katherine MacGregor.
Cupide, égoïste, égocentrique, vaniteuse, autoritaire, désagréable, acerbe, colérique, arrogante, ambitieuse, Harriet Williamina Oleson est le personnage burlesque de la série. Elle montre cependant parfois un bon fond, peut se montrer par moments généreuse, et capable de progrès, par exemple quand elle perd son racisme. Elle aime la mode et achète de nombreux vêtements. Généralement bornée, elle a des accès inattendus de lucidité. Son but dans la vie reste cependant de s'enrichir plus encore, et d'accroître son influence sur la communauté. Elle est très proche de sa fille Nellie, puis de sa fille adoptive Nancy, et fait mine de voir en elles de la perfection, les défendant en toutes occasions.
Harriet est parfois quotidiennement victime de situations désastreuses (causées par elle-même, et parfois par Albert), qui provoquent des conséquences problématiques, humoristiques et absurdes.
Elle houspille et asticote son fils Willie, qu'elle ne comprend pas. Elle harcèle et domine son mari, avec qui elle ne cesse de se disputer, mais qu'elle aime profondément. Elle a autrefois été fiancée à un homme qui l'a quittée pour entrer en religion. Commerçante, Harriet est avant tout une femme d'affaires (elle a fait au départ un héritage qu'elle a fait fructifier). Elle sert avec Hester-Sue au restaurant. Elle appartient au Conseil du village et elle est présidente de l'association anti-alcoolique.
Elle n'apparaît pas à la fin de la série et dans les téléfilms de clôture, car Harriet est finalement envoyée dans un hôpital psychiatrique de Minneapolis afin de trouver et la guérir de son problème.

### Nellie Oleson
Interprétée par Alison Arngrim.

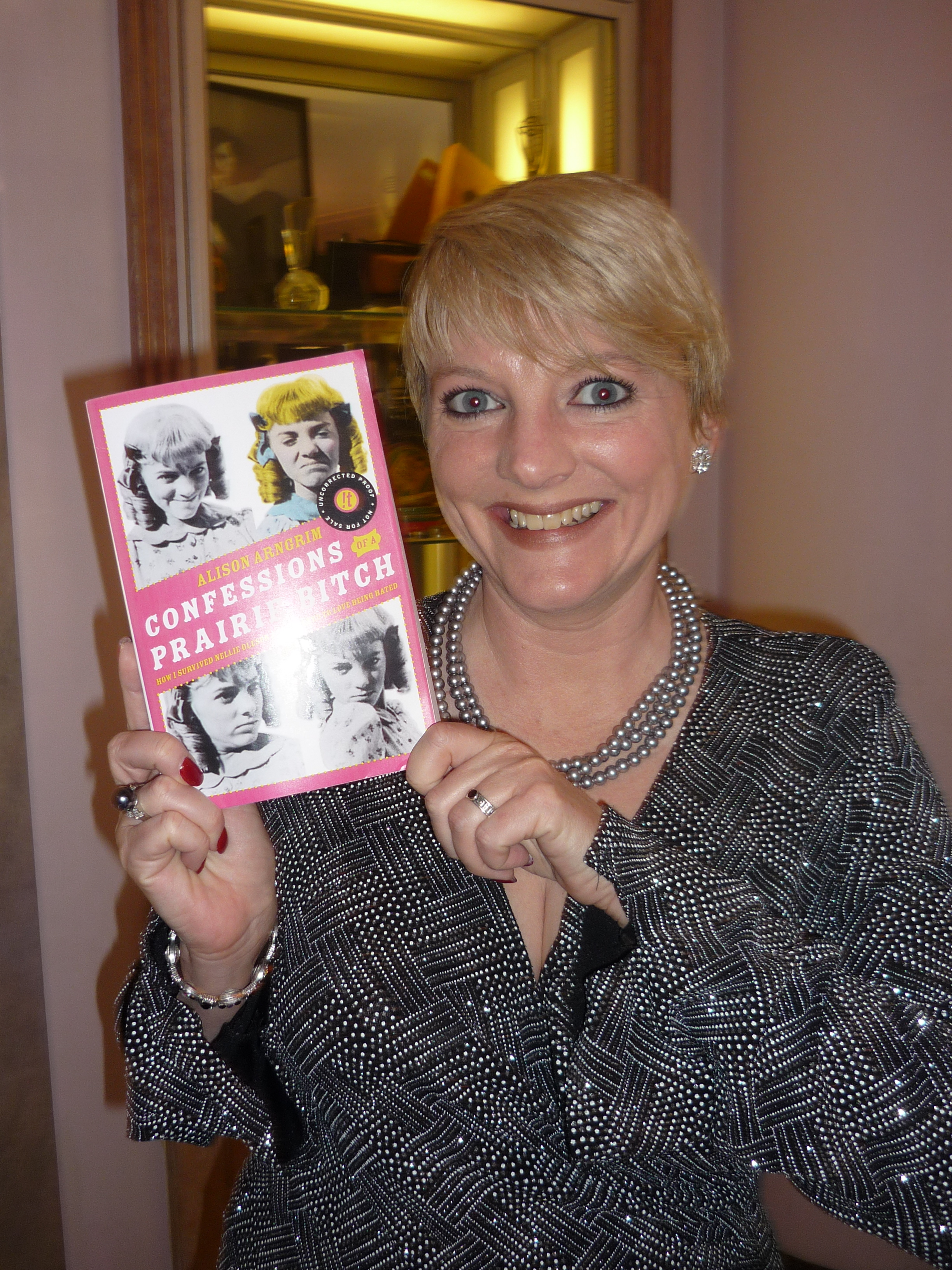
Alison Arngrim interprète Nellie Oleson

Nellie Oleson est la fille aînée de la famille Oleson. Choyée et beaucoup trop gâtée par sa mère qui lui procure tout ce qu'elle veut, elle est prétentieuse, menteuse, tricheuse, pleurnicheuse, rusée et mesquine, ne manquant pas une occasion de faire du tort à Laura, qu'elle jalouse et déteste. Nellie est la peste du village, celle que personne n'aime, mais qui se considère elle-même comme merveilleusement belle, intelligente, etc. puisque c'est ce que lui dit sa mère. Nellie a cependant une certaine influence sur ses camarades, impressionnés par sa richesse, sa maison, ses jouets, et les bonbons qu'elle leur donne pour les acheter. Nellie change radicalement de comportement en rencontrant Percival Dalton, le conseiller new-yorkais que sa mère embauche pour lui apprendre à gérer le restaurant qu'elle lui a offert. Percival devient son époux et elle en a des jumeaux, Jennifer Dalton et Benjamin Cohen-Dalton. Nellie devient étonnamment douce et gentille après son mariage. Elle est propriétaire de l'hôtel-restaurant « Chez Nellie ». Elle finit par aller vivre à New York avec son mari. Elle revient une fois à Walnut Grove pour son anniversaire mais repart à New York juste après.

### Willie Oleson
Interprété par Jonathan Gilbert.

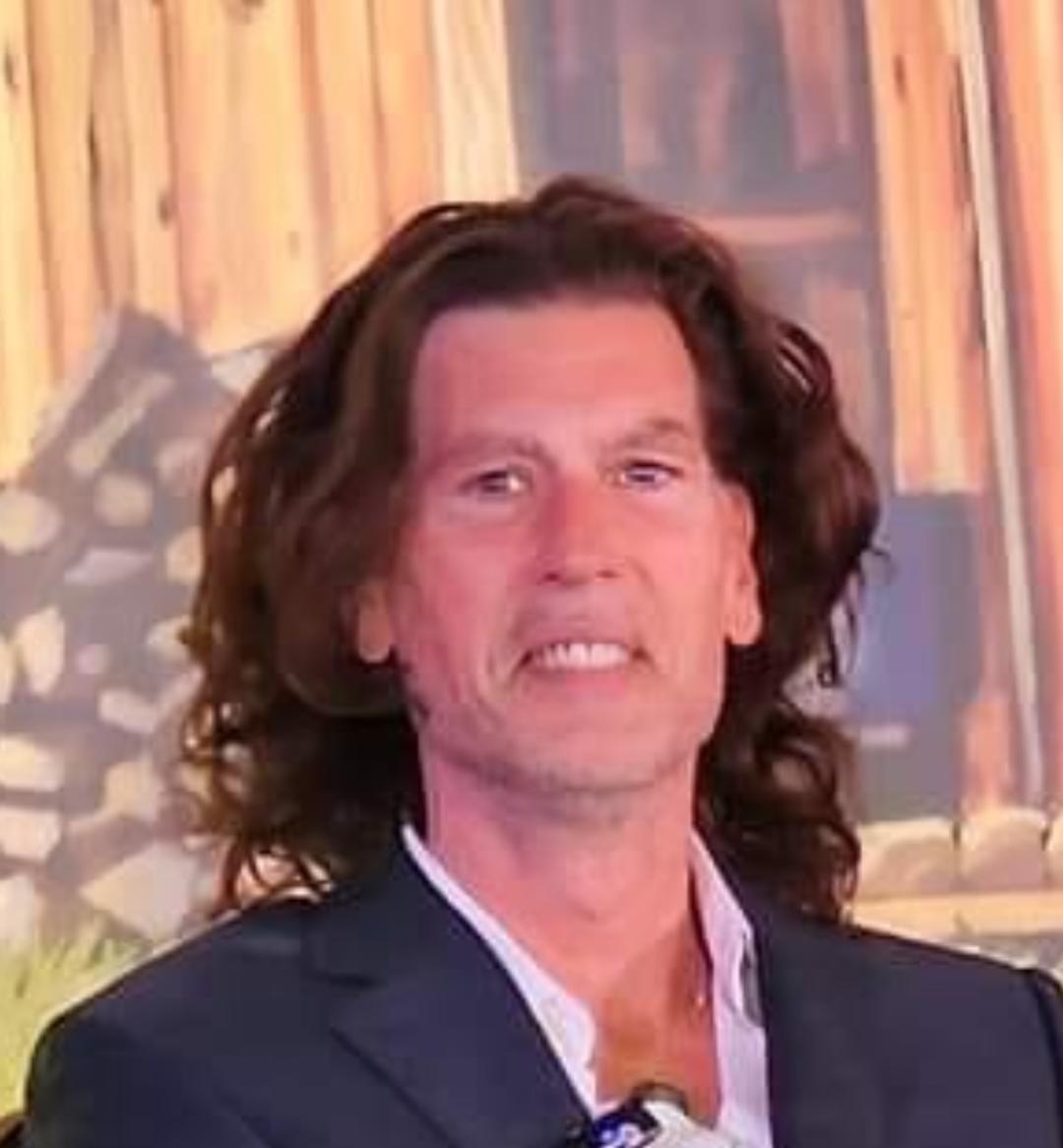
Jonathan Gilbert interprète Willie Oleson

« Willie » William Oleson est le cadet de la famille. Mal élevé, cancre, paresseux, il est cependant sympathique. Naïf, il est parfois manipulé par Nellie, ou parfois son complice, mais parfois aussi il s'oppose à elle. Mauvais élève, il finit toujours au coin en classe pour ses sottises ou ses insolences, quelle que soit l'institutrice. La principale préoccupation de Willie est la nourriture. Grand amateur de bonbons et de lectures westerns, il n'apprécie finalement guère Nellie, et ne s'entend pas du tout avec Nancy. Incompris de sa mère, il est plus proche de son père, mais ne se soucie pas des problèmes et des querelles de famille. Toutefois, il a bon cœur, et console ou soutient parfois quelqu'un à la surprise générale. Il mûrit, prenant à cœur ses responsabilités et refuse par ailleurs de continuer ses études pour épouser Rachel Brown, contre l'avis d'Harriet, qui voulait l'envoyer à l'université. Après son mariage, il quitte le domicile parental pour emménager dans la pension de famille de Laura. Willie finit par tenir avec sa femme Rachel l'hôtel-restaurant Chez Nellie.

### Nancy Oleson
Interprétée par Allison Balson.

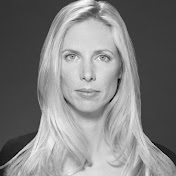
Allison Balson interprète Nancy Oleson

Nancy Oleson est la benjamine des Oleson. Ayant perdu sa mère biologique à la naissance, Nancy a d'abord été élevée par sa grand-mère, qui a été contrainte de la laisser à l'orphelinat où elle sème la pagaille. Adoptée par Harriet (parce que celle-ci a été terriblement chagrinée par le départ de Nellie), elle ressemble comme deux gouttes d'eau à Nellie enfant. Elle est calculatrice, paresseuse, vaniteuse, menteuse et capricieuse, bien que parfois très naïve. Dès son arrivée, elle est encore davantage choyée et gâtée par sa mère que l'était Nellie. Nancy a un faible pour Albert, qui ne l'aime pas, et se bagarre fréquemment avec Cassandra. En fait, à part Harriet, personne n'aime Nancy, et plaintive elle utilise régulièrement ces arguments : « personne ne m'aime » et « il est contre moi ». Elle ne fait cependant rien pour faire changer les autres d'avis, préférant revendiquer, récriminer, manipuler...

## Famille Edwards
|  |  |  |  | ? Edwards | ? Edwards | ? Edwards | ? Edwards | ? Edwards    | ? Edwards    |              |              | Isaiah Edwards | Isaiah Edwards | Isaiah Edwards | Isaiah Edwards | Isaiah Edwards              | Isaiah Edwards              |                             |                             | Grace Snider                | Grace Snider                | Grace Snider | Grace Snider | Grace Snider           | Grace Snider           |                        |                        | ? Snider               | ? Snider               | ? Snider | ? Snider | ? Snider                 | ? Snider                 |                          |                          |                          |                          |
|  |  |  |  | ? Edwards | ? Edwards | ? Edwards | ? Edwards | ? Edwards    | ? Edwards    |              |              | Isaiah Edwards | Isaiah Edwards | Isaiah Edwards | Isaiah Edwards | Isaiah Edwards              | Isaiah Edwards              |                             |                             | Grace Snider                | Grace Snider                | Grace Snider | Grace Snider | Grace Snider           | Grace Snider           |                        |                        | ? Snider               | ? Snider               | ? Snider | ? Snider | ? Snider                 | ? Snider                 |                          |                          |                          |                          |
|  |  |  |  |           |           |           |           |              |              |              |              |                |                |                |                |                             |                             |                             |                             |                             |                             |              |              |                        |                        |                        |                        |                        |                        |          |          |                          |                          |                          |                          |                          |                          |
|  |  |  |  |           |           |           |           |              |              |              |              |                |                |                |                |                             |                             |                             |                             |                             |                             |              |              |                        |                        |                        |                        |                        |                        |          |          |                          |                          |                          |                          |                          |                          |
|  |  |  |  |           |           |           |           | bébé Edwards | bébé Edwards | bébé Edwards | bébé Edwards | bébé Edwards   | bébé Edwards   |                |                | John Sanderson-Edwards, Jr. | John Sanderson-Edwards, Jr. | John Sanderson-Edwards, Jr. | John Sanderson-Edwards, Jr. | John Sanderson-Edwards, Jr. | John Sanderson-Edwards, Jr. |              |              | Carl Sanderson-Edwards | Carl Sanderson-Edwards | Carl Sanderson-Edwards | Carl Sanderson-Edwards | Carl Sanderson-Edwards | Carl Sanderson-Edwards |          |          | Alicia Sanderson-Edwards | Alicia Sanderson-Edwards | Alicia Sanderson-Edwards | Alicia Sanderson-Edwards | Alicia Sanderson-Edwards | Alicia Sanderson-Edwards |

### Isaiah Edwards
Interprété par Victor French.

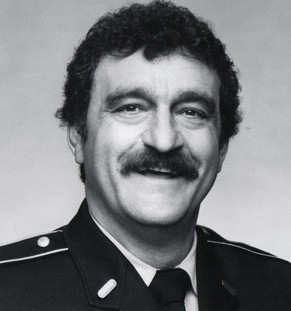
Victor French interprète Isaiah Edwards

Isaiah Edwards est le grand ami de Charles Ingalls, qu'il a connu quand ils vivaient dans l'Ouest, et le parrain de Charles junior. Edwards a perdu sa première femme et sa fille encore bébé, toutes deux mortes des suites d'une épidémie de variole. Il est après ce drame athée, mais retrouve plus tard la foi. Analphabète, rustique et pas très propre, c'est un homme simple, ayant vécu dans les bois. Il est très porté sur la bouteille, et même tout à fait alcoolique à certaines périodes de sa vie. D'humeur joyeuse et fêtarde, il a cependant parfois mauvais caractère, mais c'est l'ami le plus fidèle qui soit, prêt à mourir s'il le faut pour ceux qu'il aime. Il se remarie à la veuve Grace Snider et adopte avec elle une fratrie d'orphelins: John, Carl et Alicia Sanderson. Mais sa dépendance trop grande à l'alcool finit par faire éclater sa vie de couple et le séparer de sa femme et de ses enfants. Habitué à vivre seul, parfois comme un ermite, Edwards connaîtra une grande solitude, avant de reprendre confiance et goût à la vie grâce à l'aide de Laura, qui a toujours été sa petite préférée. De son côté, elle l'aime énormément, et rappelle volontiers qu'il lui a appris à cracher. Edwards élève un temps Matthew, un enfant muet qui était auparavant maltraité. Isaiah aime chiquer, le whisky, et joue de l'harmonica. Jane Canfield (une amie de Laura) a eu un coup de foudre pour lui, mais ils ont une trop grande différence d'âge, alors ils laissent tomber.

### Grace Snider Edwards
Interprétée par Bonnie Bartlett.

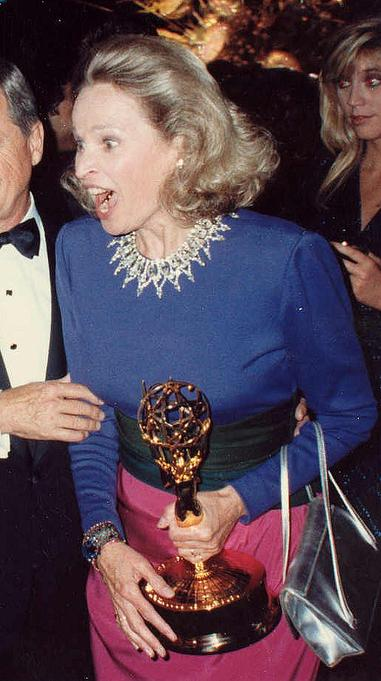
Bonnie Bartlett interprète Grace Snider

D'abord connue comme « la veuve Snider », Grace Snider épouse Isaiah Edwards, dont elle est amoureuse, malgré leurs différences. Femme cultivée, raffinée, gentille, d'un niveau social supérieur à celui d'Isaiah, elle est d'une grande rigueur, presque austère avant de connaître Isaiah, qui la fera beaucoup rire. Grace, la postière du village, et Isaiah évoluent au contact l'un de l'autre : elle devient moins rigide, lui fait quelques efforts de tenue et retourne au temple. L'alcoolisme d'Isaiah aura finalement raison de leur couple et ils divorceront. Elle partira avec ses enfants et se remariera avec un charmant homme.

### Les enfants Edwards (nés Sanderson)
La famille Edwards est une famille recomposée : non seulement les parents sont veuf et veuve, mais les enfants de leur côté sont orphelins et ont été adoptés.

#### John Edwards
Interprété par Radames Pera.

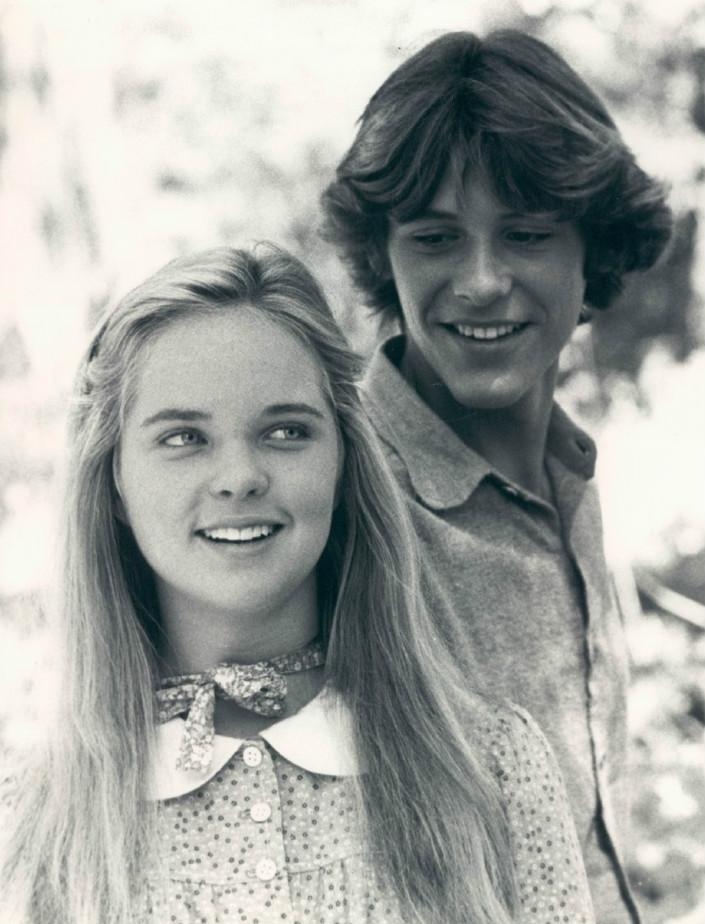
Radames Pera (ici avec Melissa Sue Anderson) interprète John Edwards

John Sanderson-Edwards, Jr. est sensible, romantique, cultivé, proche de sa mère adoptive. Il aime par-dessus tout lire et écrire des poèmes ; il obtient une bourse et devient journaliste dans une grande ville, où il meurt finalement assassiné. John est un temps le fiancé très officiel de Mary, mais a eu d'autres fiancées.  Il a des difficultés relationnelles avec son père adoptif, analphabète et illettré, qui ne le comprend pas.
Dans l'épisode Chicago, le personnage meurt assassiné (mort maquillée en accident de la route). Charles et M Edwards retrouveront les coupables.

#### Carl Edwards
Interprété par Brian Part.
Carl Sanderson-Edwards admire totalement son père adoptif et fait tout pour lui ressembler; imitant son attitude et ses gestes, chantant ses chansons. Il est amical et possède plusieurs amis. Il aime beaucoup sa sœur et la protège. Il quitte cependant jeune le toit familial en raison de l'alcoolisme d'Isaiah. Carl est ami avec Laura.

#### Alicia Edwards
Interprétée par Kyle Richards.

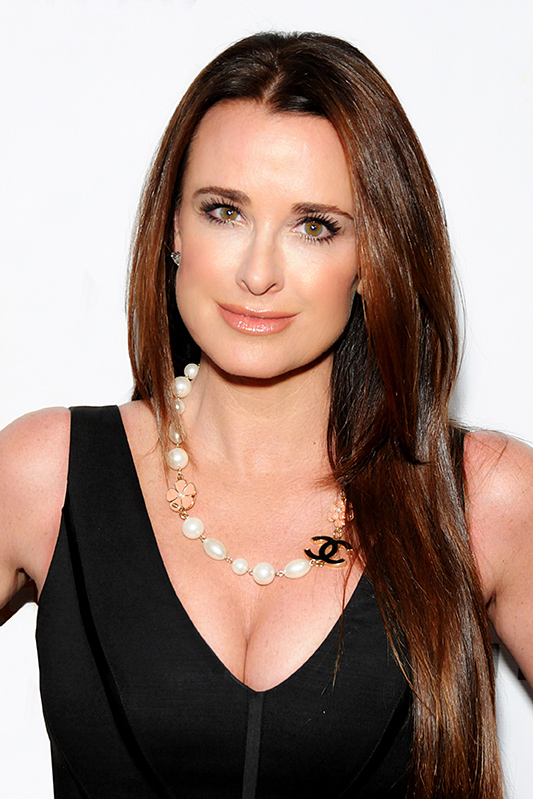
Kyle Richards interprète Alicia Edwards

Alicia Sanderson-Edwards, amie de Carrie, est la benjamine, sensible et timide. Elle manque de peu d'être adoptée par une riche cousine d'Harriet Oleson après la mort de sa mère. Elle souffre de l'alcoolisme de son père adoptif, et des changements de comportement de celui-ci quand il a des coups durs mais lui reste attachée. Elle a un temps un petit chien blanc qu'elle appelle « mon chien ».

## Famille Garvey
| Jonathan Garvey | Jonathan Garvey | Jonathan Garvey | Jonathan Garvey | Jonathan Garvey        | Jonathan Garvey |  |  | Alice Garvey | Alice Garvey | Alice Garvey | Alice Garvey | Alice Garvey | Alice Garvey |
| Jonathan Garvey | Jonathan Garvey | Jonathan Garvey | Jonathan Garvey | Jonathan Garvey        | Jonathan Garvey |  |  | Alice Garvey | Alice Garvey | Alice Garvey | Alice Garvey | Alice Garvey | Alice Garvey |
|                 |                 |                 |                 |                        |                 |  |  |              |              |              |              |              |              |
|                 |                 |                 |                 | « Andy » Andrew Garvey |                 |  |  |              |              |              |              |              |              |

### Jonathan Garvey
Interprété par Merlin Olsen.

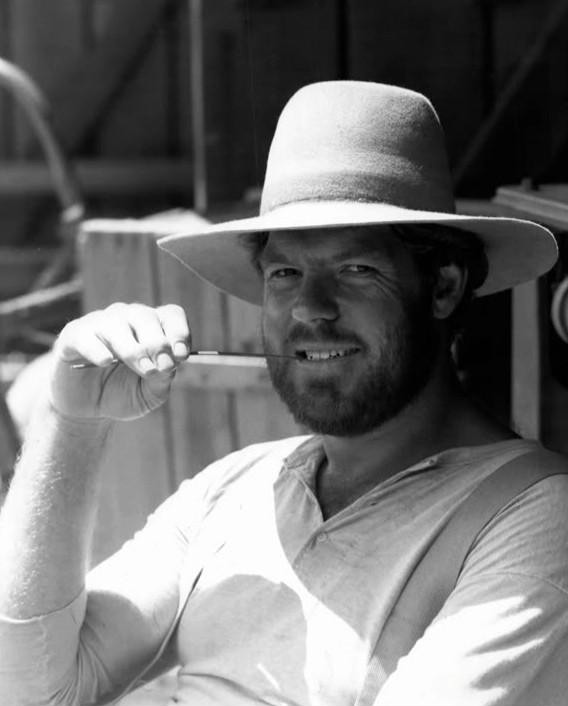
Merlin Olsen interprète Jonathan Garvey

Après le départ d'Isaiah Edwards, Jonathan Garvey et sa famille s'installent à Walnut Grove et, très vite, se lient d'amitié avec les Ingalls. Jonathan et Charles sont collègues puisque tous deux employés par Lars Hanson à la scierie, et très amis. Jonathan est un gaillard grand et fort qu'il ne faut pas trop provoquer. Homme simple et doux, proche des animaux, la colère l'emporte parfois car il est orgueilleux. Très amoureux de sa femme, malgré leurs disputes (ils faillirent divorcer), il supportera mal son veuvage. Jonathan est un fermier, mais plus tard à Sleepy Eye il sera gérant d'entreprise et shérif adjoint.

### Alice Garvey
Interprétée par Hersha Parady.
Alice Garvey est une mère sévère mais attentionnée, une épouse aimante mais qui se dispute souvent avec son mari car elle a du caractère. Alice fut mariée en premières noces, pendant trois semaines, à un alcoolique, Harold, emprisonné durant dix-huit ans. Femme de fermier et institutrice à Walnut Grove et à Winoka, Alice est amie de Caroline et d'Esther Sue. Elle meurt brûlée vive dans l'institut pour aveugles de Walnut Grove avec le bébé de Mary, en voulant le sauver, en vain.

### Andy Garvey
Interprété par Patrick Labyorteaux.
« Andy » Andrew Garvey, fils unique des Garvey, devient très vite le meilleur ami de Laura et Albert. Faisant les 400 coups ensemble, Andy est malgré tout un enfant sensible et doux, qui après le décès de sa mère, aura énormément de mal à s'en remettre, voire jamais. Il partira finalement de Walnut Grove pour s'installer à Sleepy Eye avec son père.

## Famille Carter
Cette famille composée de quatre membres arrivera dans les dernières saisons, habitant la petite maison des Ingalls juste après leur départ.
| John Carter | John Carter | John Carter | John Carter | John Carter | John Carter |  |  | Sarah Carter | Sarah Carter | Sarah Carter | Sarah Carter | Sarah Carter | Sarah Carter |
| John Carter | John Carter | John Carter | John Carter | John Carter | John Carter |  |  | Sarah Carter | Sarah Carter | Sarah Carter | Sarah Carter | Sarah Carter | Sarah Carter |
|             |             |             |             |             |             |  |  |              |              |              |              |              |              |
|             |             |             |             |             |             |  |  |              |              |              |              |              |              |
| Jeb Carter  | Jeb Carter  | Jeb Carter  | Jeb Carter  | Jeb Carter  | Jeb Carter  |  |  | Jason Carter | Jason Carter | Jason Carter | Jason Carter | Jason Carter | Jason Carter |

### John Carter
Interprété par Stan Ivar.
John Carter est forgeron et fermier. C'est un homme serviable, généreux, amical. Il aime les animaux et ses enfants. C'est un homme travailleur qui a peu de temps libre.

### Sarah Carter
Interprétée par Pamela Roylance.
Fille d'un riche et célèbre propriétaire de journal, Sarah Carter est d'un milieu social beaucoup plus élevé que celui de son mari, et leur mariage a mis fin à ses relations avec sa famille. Elle tient la petite gazette locale.

### Jeb Carter
Interprété par Lindsay Kennedy.
Jeb Carter, l'aîné des enfants est amical, confiant en ses parents, et désagréable avec son frère, qu'il tyrannise un peu. Jeb est amoureux de Jenny Wilder. Il sauva Jenny deux fois de la noyade, bien que ne sachant pas nager.

### Jason Carter
Interprété par David Friedman.
Jason Carter, le cadet, est un petit garçon débrouillard et curieux ; il veut toujours tout savoir. Jason voudrait être un grand, et avoir un petit frère. Il devient ami avec Ruty Leland.

## Les familles par alliance

### Famille Kendall
| Adam Kendall | Adam Kendall | Adam Kendall | Adam Kendall | Adam Kendall                       | Adam Kendall |  |  | Mary Amelia Ingalls | Mary Amelia Ingalls | Mary Amelia Ingalls | Mary Amelia Ingalls | Mary Amelia Ingalls | Mary Amelia Ingalls |
| Adam Kendall | Adam Kendall | Adam Kendall | Adam Kendall | Adam Kendall                       | Adam Kendall |  |  | Mary Amelia Ingalls | Mary Amelia Ingalls | Mary Amelia Ingalls | Mary Amelia Ingalls | Mary Amelia Ingalls | Mary Amelia Ingalls |
|              |              |              |              |                                    |              |  |  |                     |                     |                     |                     |                     |                     |
|              |              |              |              | Adam Charles Holbrook Kendall, Jr. |              |  |  |                     |                     |                     |                     |                     |                     |

#### Adam Kendall
Interprété par Linwood Boomer.
Adam Kendall est l'époux de Mary Ingalls. Enfant, Adam a perdu la vue dans un accident, en tombant sur des pierres au milieu d'un torrent en présence de son frère. Devenu enseignant dans une institution pour aveugles à Burton dans l'Iowa, il apprend à Mary le braille et parvient à lui faire accepter son handicap. Il part travailler dans une autre institution pour aveugles à Winoka, suivi par Mary qu'il épouse. Cette institution peine à trouver des fonds et Adam déménage avec elle et Mary à Walnut Grove puis Sleepy Eye. Après avoir recouvré la vue dans un accident, Adam reprend des études de droit, et devient avocat à Walnut Grove, puis New York.

#### Adam Kendall, Jr.
Adam Charles Holbrook Kendall, Jr. est le fils d'Adam Kendall et Mary Ingalls, et n'est pas aveugle; il meurt âgé seulement de quelques mois dans un incendie, dans les bras d'Alice Garvey qui essayait de le sauver, et qui meurt avec lui.

### Famille Wilder
Angeline et James Wilder ont eu pour enfants Laura Ann, Royal, Eliza Jane, Alice, Almanzo James et Parley Day Wilder.
|                  |                  |                  |                  |                  |                  |               |               |                    |                    |                    |                    |                    |                    |              |              |               |               |               |               |               |               |              |              | James Mason Wilder | James Mason Wilder | James Mason Wilder | James Mason Wilder | James Mason Wilder | James Mason Wilder |  |  | Angeline Albina Day | Angeline Albina Day | Angeline Albina Day | Angeline Albina Day | Angeline Albina Day | Angeline Albina Day |  |  |                      |                      |                      |                      |                      |                      |  |  |                         |                         |                         |                         |                         |                         |  |  |                   |                   |                   |                   |                   |                   |
|                  |                  |                  |                  |                  |                  |               |               |                    |                    |                    |                    |                    |                    |              |              |               |               |               |               |               |               |              |              | James Mason Wilder | James Mason Wilder | James Mason Wilder | James Mason Wilder | James Mason Wilder | James Mason Wilder |  |  | Angeline Albina Day | Angeline Albina Day | Angeline Albina Day | Angeline Albina Day | Angeline Albina Day | Angeline Albina Day |  |  |                      |                      |                      |                      |                      |                      |  |  |                         |                         |                         |                         |                         |                         |  |  |                   |                   |                   |                   |                   |                   |
|                  |                  |                  |                  |                  |                  |               |               |                    |                    |                    |                    |                    |                    |              |              |               |               |               |               |               |               |              |              |                    |                    |                    |                    |                    |                    |  |  |                     |                     |                     |                     |                     |                     |  |  |                      |                      |                      |                      |                      |                      |  |  |                         |                         |                         |                         |                         |                         |  |  |                   |                   |                   |                   |                   |                   |
|                  |                  |                  |                  |                  |                  |               |               |                    |                    |                    |                    |                    |                    |              |              |               |               |               |               |               |               |              |              |                    |                    |                    |                    |                    |                    |  |  |                     |                     |                     |                     |                     |                     |  |  |                      |                      |                      |                      |                      |                      |  |  |                         |                         |                         |                         |                         |                         |  |  |                   |                   |                   |                   |                   |                   |
| Laura Ann Wilder | Laura Ann Wilder | Laura Ann Wilder | Laura Ann Wilder | Laura Ann Wilder | Laura Ann Wilder |               |               | Royal Gould Wilder | Royal Gould Wilder | Royal Gould Wilder | Royal Gould Wilder | Royal Gould Wilder | Royal Gould Wilder |              |              | Millie Wilder | Millie Wilder | Millie Wilder | Millie Wilder | Millie Wilder | Millie Wilder |              |              | Eliza Jane Wilder  | Eliza Jane Wilder  | Eliza Jane Wilder  | Eliza Jane Wilder  | Eliza Jane Wilder  | Eliza Jane Wilder  |  |  | Alice Wilder        | Alice Wilder        | Alice Wilder        | Alice Wilder        | Alice Wilder        | Alice Wilder        |  |  | Almanzo James Wilder | Almanzo James Wilder | Almanzo James Wilder | Almanzo James Wilder | Almanzo James Wilder | Almanzo James Wilder |  |  | Laura Elizabeth Ingalls | Laura Elizabeth Ingalls | Laura Elizabeth Ingalls | Laura Elizabeth Ingalls | Laura Elizabeth Ingalls | Laura Elizabeth Ingalls |  |  | Perley Day Wilder | Perley Day Wilder | Perley Day Wilder | Perley Day Wilder | Perley Day Wilder | Perley Day Wilder |
| Laura Ann Wilder | Laura Ann Wilder | Laura Ann Wilder | Laura Ann Wilder | Laura Ann Wilder | Laura Ann Wilder |               |               | Royal Gould Wilder | Royal Gould Wilder | Royal Gould Wilder | Royal Gould Wilder | Royal Gould Wilder | Royal Gould Wilder |              |              | Millie Wilder | Millie Wilder | Millie Wilder | Millie Wilder | Millie Wilder | Millie Wilder |              |              | Eliza Jane Wilder  | Eliza Jane Wilder  | Eliza Jane Wilder  | Eliza Jane Wilder  | Eliza Jane Wilder  | Eliza Jane Wilder  |  |  | Alice Wilder        | Alice Wilder        | Alice Wilder        | Alice Wilder        | Alice Wilder        | Alice Wilder        |  |  | Almanzo James Wilder | Almanzo James Wilder | Almanzo James Wilder | Almanzo James Wilder | Almanzo James Wilder | Almanzo James Wilder |  |  | Laura Elizabeth Ingalls | Laura Elizabeth Ingalls | Laura Elizabeth Ingalls | Laura Elizabeth Ingalls | Laura Elizabeth Ingalls | Laura Elizabeth Ingalls |  |  | Perley Day Wilder | Perley Day Wilder | Perley Day Wilder | Perley Day Wilder | Perley Day Wilder | Perley Day Wilder |
|                  |                  |                  |                  |                  |                  |               |               |                    |                    |                    |                    |                    |                    |              |              |               |               |               |               |               |               |              |              |                    |                    |                    |                    |                    |                    |  |  |                     |                     |                     |                     |                     |                     |  |  |                      |                      |                      |                      |                      |                      |  |  |                         |                         |                         |                         |                         |                         |  |  |                   |                   |                   |                   |                   |                   |
|                  |                  |                  |                  |                  |                  |               |               |                    |                    |                    |                    |                    |                    |              |              |               |               |               |               |               |               |              |              |                    |                    |                    |                    |                    |                    |  |  |                     |                     |                     |                     |                     |                     |  |  |                      |                      |                      |                      |                      |                      |  |  |                         |                         |                         |                         |                         |                         |  |  |                   |                   |                   |                   |                   |                   |
|                  |                  |                  |                  | Rupert Wilder    | Rupert Wilder    | Rupert Wilder | Rupert Wilder | Rupert Wilder      | Rupert Wilder      |                    |                    | Miron Wilder       | Miron Wilder       | Miron Wilder | Miron Wilder | Miron Wilder  | Miron Wilder  |               |               | Jenny Wilder  | Jenny Wilder  | Jenny Wilder | Jenny Wilder | Jenny Wilder       | Jenny Wilder       |                    |                    |                    |                    |  |  |                     |                     |                     |                     |                     |                     |  |  | Rose Wilder          | Rose Wilder          | Rose Wilder          | Rose Wilder          | Rose Wilder          | Rose Wilder          |  |  | bébé Wilder             | bébé Wilder             | bébé Wilder             | bébé Wilder             | bébé Wilder             | bébé Wilder             |  |  |                   |                   |                   |                   |                   |                   |

#### Almanzo Wilder
Interprété par Dean Butler.

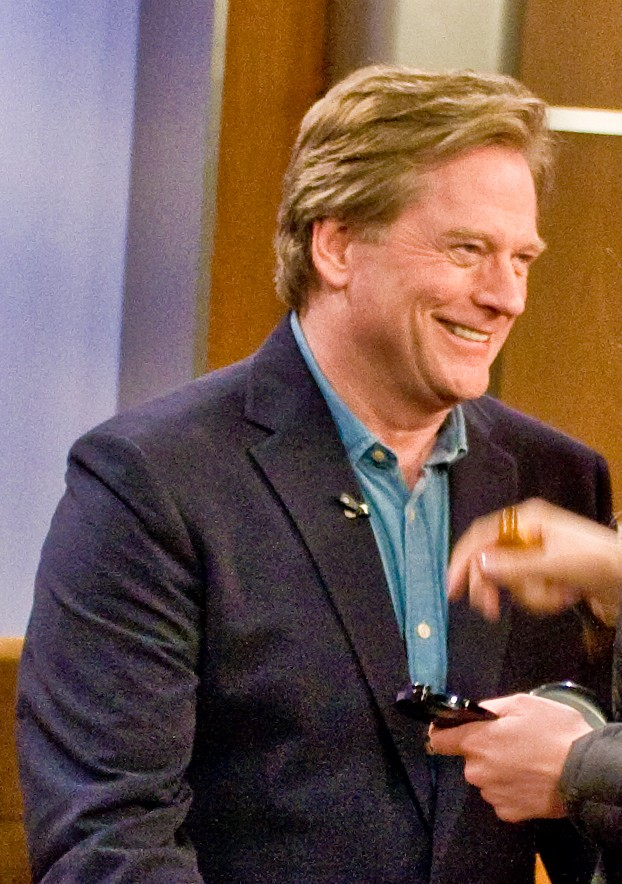
Dean Butler interprète Almanzo Wilder

Almanzo James Wilder est l'époux de Laura Ingalls. Laura est tombée instantanément amoureuse de lui et a tout mis en œuvre pour le séduire, malgré les tentatives de Mme Oleson pour lui faire épouser sa fille Nellie. Almanzo est gauche, timide, têtu. Almanzo est sujet à une attaque qui le paralyse quelque temps. Fermier, il travaille aussi à temps partiel à la scierie avec Charles. Il est un temps, bien malgré lui, candidat à la mairie de Walnut Grove.

#### Jenny Wilder
Interprétée par Shannen Doherty.

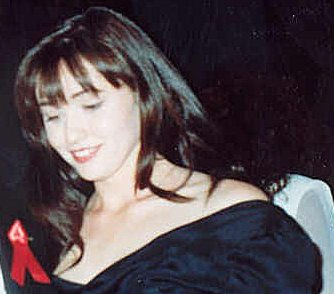
Shannen Doherty interprète Jenny Wilder

Nièce d'Almanzo, Jenny Wilder est élevée par le couple après la mort de son père, Royal Wilder. Vive et enjouée, elle perd en partie l'usage de la parole après un accident, mais guérit par la suite. Elle est amie avec Jeb Carter et Matthew Rogers. Elle est la cousine de Rose la fille de Laura et d'Almanzo

#### Rose Wilder
Interprétée à tour de rôle par Jennifer et Michele Steffin.
Rose Wilder est la première fille de Laura et d'Almanzo. Au cours de sa première année, elle fait une grave maladie infantile et est sauvée par le Dr Baker et les soins de sa famille. Elle est séquestrée un soir par un fou dangereux en même temps que sa mère et sa cousine Jenny. Elle manque d'être brûlée dans un petit incendie et l'orang-outan Blanche l'en extirpe. Elle est kidnappée par une femme qui vient de perdre son bébé mais est retrouvée.

#### Bébé Wilder
Fils de Laura et Almanzo, ce petit garçon ne vit que quelques jours, puis est victime de la mort subite du nourrisson. Laura en rend responsable un temps le docteur Baker. Cet enfant n'a pas de prénom car il meurt avant d'en avoir reçu un. Ce décès rappelle celui du petit Charles Ingalls Jr.

#### Eliza Jane Wilder
Interprétée par Lucy Lee Flippin.
Eliza Jane Wilder est une des sœurs aînées d'Almanzo, et qui vient s'installer avec lui à Walnut Grove pour occuper le poste d'institutrice. Vieille fille pas très jolie et maniérée, Eliza Jane est très solitaire et tient un journal. Elle n'a jamais eu d'amoureux, hormis Harvey, ami d'Almanzo, mais qui, lui, ne l'aime pas. Très attachée à ses frères, voire possessive, elle les materne trop. C'est une bonne institutrice, mais plus sévère que ne le fut Mlle Beadle.
Elle quittera la ville, prétendant un mariage avec Harvey, laissant la maison libre pour Almanzo et Laura, qui veulent se marier. Laura la remplacera dans son poste de maîtresse d'école.

#### Royal Wilder

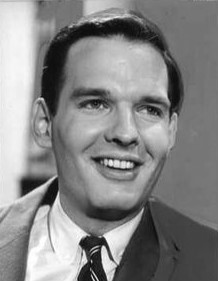
Nicholas Pryor interprète Royal Wilder

Interprété par Woody Eney puis Nicholas Pryor.
Royal Gould Wilder est le frère aîné d'Almanzo. Veuf, il est le père de Jenny Wilder, qu'il confie à Almanzo et Laura. Il meurt d'un infarctus.
Mais dans un épisode précédent, Les Neveux, il est encore marié et père de deux garçons, Miron et Ruppert. On apprend, d'ailleurs, à la fin de cet épisode que la femme de Royal, Millie, est de nouveau enceinte (ce qui peut laisser supposer qu'elle le soit de Jenny).

#### Rupert et Miron Wilder
Interprétés par Ross Harris et Ham Larson.
Rupert et Miron Wilder, fils aînés de Royal Wilder et Millie, sont deux sacrés garnements élevés avec laxisme par leur mère qui les appelle « les angelots ». Ils donneront du fil à retordre à Laura et Almanzo le temps de la deuxième lune de miel de leurs parents mais le premier deviendra plus tard médecin et le second entrera dans les ordres.

#### Parley Day Wilder
Interprété par Charles Bloom.
Parley Day Wilder, jeune frère d'Almanzo, est la « brebis galeuse » de la famille Wilder, ayant quitté la maison très jeune pour courir le monde en mendiant, pariant et volant. Il fait un court séjour à Walnut Grove, puis part pour la Nouvelle-Orléans.

### Famille Dalton
Nellie Oleson et Percival Dalton (né Isaac Cohen), ont eu pour enfants Jennifer Dalton et Benjamin Cohen-Dalton.
| Benjamin Cohen | Benjamin Cohen | Benjamin Cohen | Benjamin Cohen | Benjamin Cohen                   | Benjamin Cohen                   |                                  |                                  | Edna Cohen                       | Edna Cohen                       | Edna Cohen | Edna Cohen | Edna Cohen            | Edna Cohen            |                       |                       |                       |                       |
| Benjamin Cohen | Benjamin Cohen | Benjamin Cohen | Benjamin Cohen | Benjamin Cohen                   | Benjamin Cohen                   |                                  |                                  | Edna Cohen                       | Edna Cohen                       | Edna Cohen | Edna Cohen | Edna Cohen            | Edna Cohen            |                       |                       |                       |                       |
|                |                |                |                |                                  |                                  |                                  |                                  |                                  |                                  |            |            |                       |                       |                       |                       |                       |                       |
|                |                |                |                | Percival Dalton (né Isaac Cohen) | Percival Dalton (né Isaac Cohen) | Percival Dalton (né Isaac Cohen) | Percival Dalton (né Isaac Cohen) | Percival Dalton (né Isaac Cohen) | Percival Dalton (né Isaac Cohen) |            |            | Nellie Oleson         | Nellie Oleson         | Nellie Oleson         | Nellie Oleson         | Nellie Oleson         | Nellie Oleson         |
|                |                |                |                | Percival Dalton (né Isaac Cohen) | Percival Dalton (né Isaac Cohen) | Percival Dalton (né Isaac Cohen) | Percival Dalton (né Isaac Cohen) | Percival Dalton (né Isaac Cohen) | Percival Dalton (né Isaac Cohen) |            |            | Nellie Oleson         | Nellie Oleson         | Nellie Oleson         | Nellie Oleson         | Nellie Oleson         | Nellie Oleson         |
|                |                |                |                |                                  |                                  |                                  |                                  |                                  |                                  |            |            |                       |                       |                       |                       |                       |                       |
|                |                |                |                |                                  |                                  |                                  |                                  |                                  |                                  |            |            |                       |                       |                       |                       |                       |                       |
|                |                |                |                | Jennifer Dalton                  | Jennifer Dalton                  | Jennifer Dalton                  | Jennifer Dalton                  | Jennifer Dalton                  | Jennifer Dalton                  |            |            | Benjamin Cohen-Dalton | Benjamin Cohen-Dalton | Benjamin Cohen-Dalton | Benjamin Cohen-Dalton | Benjamin Cohen-Dalton | Benjamin Cohen-Dalton |

#### Percival Dalton
Interprété par Steve Tracy.
Percival Dalton, né Isaac Cohen, est l'époux de Nellie Oleson. Il réussit le tour étonnant de transformer la peste en femme douce et aimante. Petit, autoritaire, décidé, il en remontre même à Mme Oleson. Juif pratiquant, il contracte avec Nellie un mariage civil célébré par le Docteur Baker. Il a avec elle des jumeaux, une fille et un garçon, Jennifer et Benjamin. L'un sera élevé selon la religion juive et l'autre selon la religion protestante afin de trouver un compromis entre les deux familles. Perceval est consultant à New York, puis gérant de l'hôtel-restaurant Chez Nellie, avant de repartir pour New York avec sa femme et ses enfants à la mort de son père.

#### Jennifer Dalton
Jennifer Dalton est l'aînée des jumeaux Dalton ; elle est baptisée dans la religion protestante.

#### Benjamin Cohen-Dalton
Benjamin Cohen-Dalton porte le prénom de son grand-père paternel et perpétue la tradition juive de la famille.

### Famille Oleson fils

#### Rachel Oleson
Interprétée par Sherri Stoner.

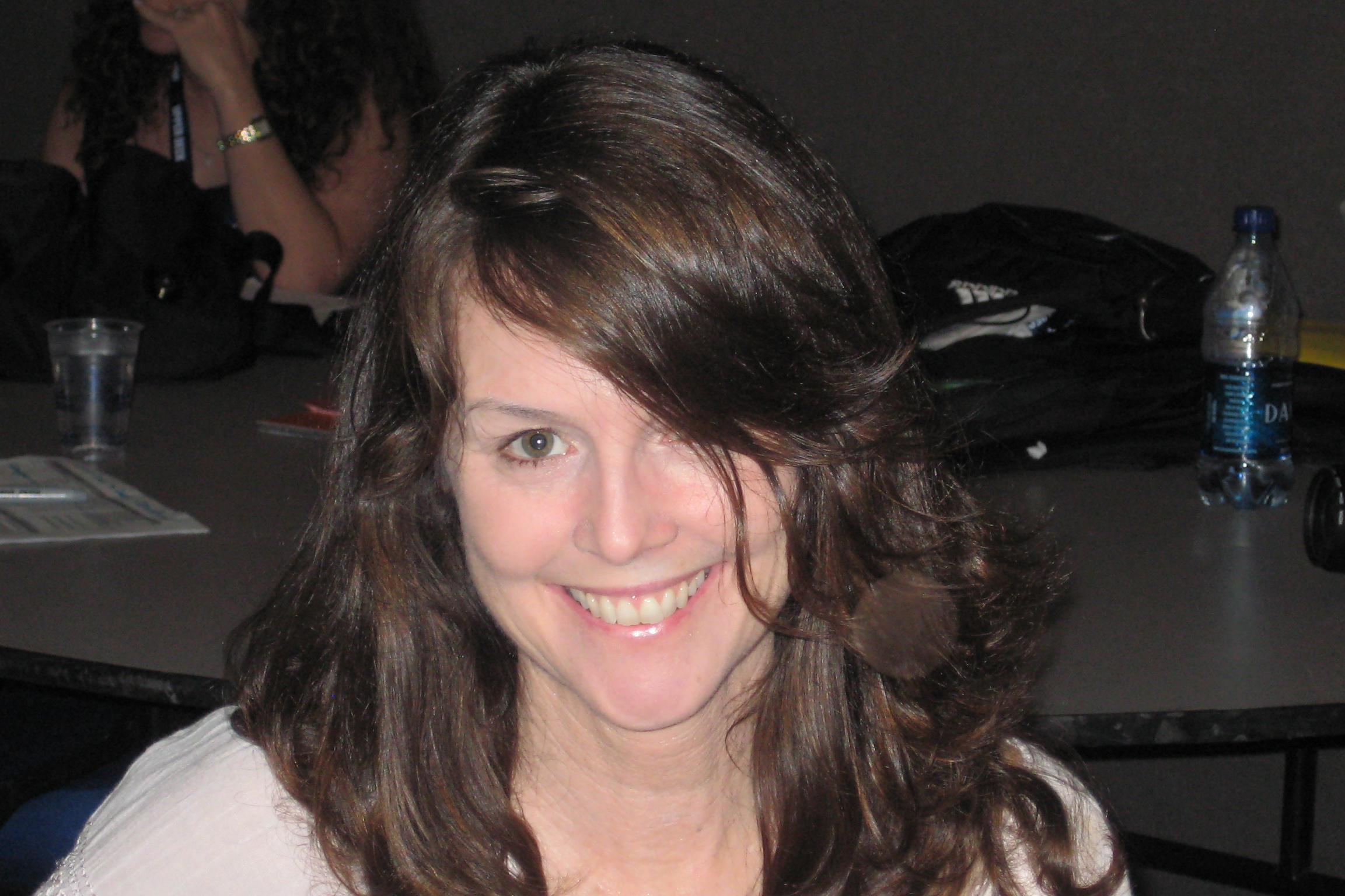
Sherri Stoner interprète Rachel Brown

Rachel Brown est la petite amie secrète puis l'épouse de Willie Oleson ; elle tient avec lui l'hôtel-restaurant Chez Nellie. Ils vivent à la pension Wilder. Elle n'est pas du tout acceptée par sa belle-mère Harriet, qui assiste au mariage de son Willie avec elle en tenue de deuil.

## Les amis et voisins de Walnut Grove
- Le docteur Hiram Baker est le médecin du village, dévoué corps et âme à ses patients, généreux, patient, compréhensif. Il fut fiancé à la nièce de madame Oleson, mais reste célibataire. Le docteur Baker ne fait pas fortune dans ce village de fermiers ; ses patients règlent la plupart du temps ses honoraires en nature sous forme, par exemple, de poulets. Un jour, il ne réussit pas à soigner un de ses patients : il décide de prendre sa retraite. Il est fermier pendant un moment mais reprend rapidement son poste de docteur. Le docteur Baker est très ami avec Lars Hanson et avec le révérend Alden. C'est un notable, il fait partie du conseil du village.

- Le révérend Robert Alden : pasteur protestant sincère et généreux, mais également enclin à la colère, il est très proche des membres de sa congrégation et très impliqué dans les problèmes des fermiers de la région. Il aime les enfants. Il manifeste fréquemment de l'impatience face au manque d'assiduité de ses fidèles. Il officie principalement dans deux congrégations : Walnut Grove et Sleepy Eye. Il a, au départ, du mal à prendre goût à l'amour, mais il épouse Anna Craig.

- « Lars » Larson Hanson : il est le principal fondateur de Walnut Grove et la pancarte de la ville porte son nom. Il dirige une exploitation dans la vente de bois, la scierie. Toute son existence est vouée à son village. Très ami avec le docteur Baker, il dispute avec lui des parties de poker. Hanson manie volontiers l'ironie, et vitupère facilement. Il est l'un des notables du village, et fait partie du conseil du village. C'est le membre le plus respecté et le plus influent du village avec les Oleson.

- Eva Beadle est l'institutrice du village pendant longtemps. Les filles Ingalls l'adorent ; elle est très gentille avec Laura, et Mary la prend pour modèle. Mademoiselle Beadle épouse Adam Simms, veuf ayant déjà un fils adulte, Luke. Puis elle donne à son tour naissance à un garçon, Matthew Adam Simms. Elle quitte le village avec sa famille lors de la crise économique qui secoue la région et ne reviendra pas.

- Hester-Sue Terhune originaire de La Nouvelle-Orléans, elle était la directrice noire d'un institut pour aveugles de couleur. Son institut fusionne avec celui d'Adam à l'époque où celui-ci s'installe à Walnut Grove. Elle sauve la vie d'Adam, mais échoue à sauver celle d'Alice Garvey et du bébé Adam junior lors de l'incendie de l'école déclenché par Albert. Plus tard, et à la suite du contrôle des écoles par l'État, qui exigent d'elle un certificat professionnel, elle décide d'arrêter sa carrière d'institutrice pour aveugle, et part à Walnut Grove où elle travaille avec Caroline au restaurant des Oleson en tant que serveuse. Elle a été mariée à un homme prénommé Sam Terhune qu'elle a quitté pour à cause de son l'alcoolisme et ses jeux d'argent, mais qu'elle avoue l'avoir toujours aimé par amour et la raison dans laquelle elle a refusée d'épouser et d'avoir des relations avec Joe Kagan.

Hester-Sue a tendance à chanter et elle est une amie proche des Kendall, des Ingalls et des Garvey.
- M. Kennedy est d'un caractère emporté et têtu, mais il est relativement respecté dans la communauté. Mme Kennedy est effacée, dominée par son mari ; elle enseigne le catéchisme aux enfants. Les Kennedy sont fermiers. Leur fille aînée Kristie est à la fois amie de Mary Ingalls et de Nellie Oleson. Leur fils cadet, Sandy, est un petit garçon roux espiègle, qui adore son chien.

- Hector Johnson est un fermier, veuf. Son fils, Johnny Johnson, un adolescent roux naïf qui rêve de voir le monde, est le premier amour de Laura, mais il est amoureux de Mary, puis de Mlle Mimi.

- Etta Plum (interprétée par Leslie Landon, fille de M. Landon) est une jeune institutrice qui enseigne à Walnut Grove quand Laura Ingalls cesse d'enseigner. Elle est fiancée à un certain Vance.

- Melinda Foster est une habitante de longue date du village. Elle devient veuve. Elle a des enfants (des jumelles), une sœur, des neveux. Bavarde, elle raffole des potins. Elle a cependant bon cœur, et les mauvaises nouvelles la touchent. Elle aime faire les boutiques et se rend de temps en temps à Mankato. Elle prendra la place de postière à Walnut Grove après le départ de Grace Edwards à la fin de la saison 3.

- Amanda Whipple est une charmante vieille dame affable, au débit rapide et un peu sourde, qui est couturière. Mary est son apprentie. Son fils Granville est soldat et a combattu lors de la bataille de Shiloh ; lors de son retour à Walnut Grove, il se drogue à la morphine et meurt écrasé par un arbre.

- Elizabeth Thurmond (saison 2 épisode Le Souvenir) est la riche et jolie veuve d'Arthur Thurmond. Elle embauche Charles en cachette pendant quelques jours pour réparer une porte afin que celui-ci puisse offrir par surprise un nouveau service à vaisselle à Caroline, que la veuve lui donnera en échange de son travail. Provoquée par les rumeurs colportées par Mme Oleson, Caroline croit que Charles la trompe.

- Kezia Horn est une dame âgée, marginale et vagabonde qui vit seule. Un conflit immobilier l'oppose un temps à Madame Oleson. Elle est bizarre et un peu rebouteuse. Elle s'entend bien avec les enfants. Son premier mari, défunt, s'appelait Jack Curry ; le deuxième Willie Horn.  Elle vit dans une grande propriété avec un lac, mais ne paie plus ses impôts, faute d'argent, donc Mme Oleson rachète la propriété, appelant ça sa « maison de vacances ». Elle accepte finalement de garder Kezia, comme bonne à tout faire.

- M. Larrabee est l'un des hommes forts du village, peu apprécié à cause de son affreux caractère et de son mauvais tempérament. Riche fermier, il est aisé, possède beaucoup de terres. Détestable, Larrabee est rongé par la haine. Ennemi déclaré de Jonathan Garvey qu'il a connu autrefois, il a avec lui des démêlés judiciaires. Mesquin et raciste dans l'âme, il voue aussi une haine démesurée aux gens de couleur tels que Joe Kagan. Il a une femme et deux fils, mais sa femme le quitte en emmenant les enfants.

- Joe Kagan, ancien boxeur professionnel devenu le seul fermier noir (éleveur de cochons) de Walnut Grove, il a de ce fait du mal à s'intégrer dans la communauté, M. Larrabee et Mme Oleson en particulier s'y opposant farouchement. Ironique, courageux, méprisant envers les racistes, il doit faire face aux préjugés permanents des Américains de son époque. Mais grâce au soutien de Charles et de Jonathan, il obtient de participer aux offices du dimanche. Joe a un fils, Tim. Il entretient une relation « compliquée » avec Hester-Sue.

- Sherwood Montague est un écrivain célèbre, pensionnaire chez les Wilder. Célibataire misanthrope et imbu de lui-même, c'est un original cultivé, surdoué en tout (il est par exemple diplômé de médecine bien que n'exerçant pas) et spécialement dans le domaine artistique (il peint, a dirigé un orchestre et sait jouer de tous les instruments de musique), mais aussi savant en littérature, philosophie, cuisine, yoga, jeu d'échecs... et dans les domaines les plus étonnants comme la puériculture, bien qu'il ait horreur des enfants. Il s'entend tout de même, par exception, avec Jenny Wilder et Jason Carter. Il a voyagé en Chine (il parle couramment le chinois), en Birmanie, en Angleterre. Il a fréquenté la reine d'Angleterre.

- Matthew Rogers est un enfant muet recueilli par Isaiah Edwards. Il a subi de graves maltraitances avant d'habiter chez lui, étant enfermé, frappé, affamé et drogué par son tuteur, Joshua Mac Quinn, qui le faisait passer pour un enfant sauvage. Son père naturel s'appelle Philip Rogers et sa mère est décédée. Matthew a été abandonné quand il était petit et son handicap est dû à une maltraitance dans un orphelinat (on lui a versé de l'acide dans la gorge). Matthew est très ami avec Jenny Wilder. Laura Wilder lui apprend le langage des signes.

- Belinda Stevens est la petite amie d'Albert Ingalls. Elle se destine au métier d'institutrice et aime le chant.

- Olga, Anna, Abel, Ellen Taylor, Graham Stewart, Samantha Higgins, Jimmy Hill, Harry Becker, Henry Henderson, Jason, Ginny Clark, Salomon Henry, Elmer Dobkins, les deux filles Harris, Tommy Spencer, Joey, Henry McGinnis, Clay, Cindy, Mavis, Joel Turner, Kenny Bagby, Hermann Dobkins, Jonas, Penelope Parker, Elmer Miles, Randall Page, Amy Bryant, Lydie, Maria, Belinda Stevens, Gédéon... sont des élèves de l'école.

- Susan (« Sue »), James, Thomas, Samson, Jane Candfield, Ellie, Gedeon, Timothee, Annie sont des élèves de l'institut pour aveugles.

## Les habitants des autres villes

### Les habitants de Winoka
- M. Standish est un homme très riche, très désagréable et arrogant. Il possède le Dakota Hotel où travaillent Charles et Caroline, le saloon qui est à côté, des écuries... Il est de fait le patron de beaucoup de gens. C'est un personnage influent, autoritaire et malhonnête. Il a un fils, Jeb Standish, qui est aussi peu sympathique que lui et qui est élève de l'école privée et se bat avec Albert Quinn

- M. Bevins est homme à tout faire à l'institut pour aveugles. Il est obèse il a une maladie et fait une grave chute en tombant du toit de l'institut. Il a une femme et une fille, qui fréquente la classe d'Alice Garvey et qui est amie avec Laura Ingalls.

- Toby Noe est un vagabond alcoolique sympathique qui devient riche (il gagne 5 000 dollars à la loterie) et redevient pauvre tout de suite après, M. Standish l'ayant plumé aux cartes. Paresseux, joueur, buveur, gourmand, il est joyeux, amical, et s'entend bien avec les enfants. Il fait un séjour plus tard à Walnut Grove chez les Ingalls et courtise une veuve.

- Fred est le barman du saloon.

- Harlan est le videur du saloon, il passe Charles à tabac avec un de ses amis avant que Jonathan Garvey aille le voir et le corrige ainsi que son acolyte. Il sera licencié par M. Standish après cette bagarre et Jonathan prendra sa place.

### Les habitants de Sleepy Eye
- Houston est le vieux gardien irascible, mais au grand cœur, de l'institut pour aveugles.

- M. Case est le directeur, compétent mais rigide, de l'orphelinat.

- Mme Masson est l'infirmière au bon cœur de l'orphelinat.

- M. Crowley est le propriétaire d'un magasin, et un temps le patron d'Almanzo Wilder.

## Les animaux
Les Ingalls ont deux chevaux, Pat et Patty, qu'ils échangent contre des bœufs, ainsi que divers chevaux, vaches et poules à la ferme. L'une des poules s'appelle Mathilde et sera dérobée par « la vipère de Walnut Grove ».
Le premier chien, gris-blanc à poils longs, de Laura s'appelle Jack. La mort de Jack est triste pour la famille Ingalls.
Le deuxième chien de Laura, un border collie noir et blanc, est Bandit. Il doit son nom au masque noir qu'il a l'air de porter. Il vient de la ville, et Carrie voulait de premier abord l'appeler Tom. Albert lui construira une niche qui servira surtout à Carrie pour jouer. Au début, il n'est pas bien accepté par Laura.
Le temps d'un épisode, Laura adopte un raton laveur qu'elle prénomme Gaspard. Celui-ci la mord et sera soupçonné de lui avoir transmis la rage (saison 1 épisode Le Raton laveur).
Un poney noir femelle, Bunny, appartient tour à tour à Laura, Nellie Oleson, puis de nouveau à Laura. Bunny meurt abattue par Charles d'un coup de fusil après une trop grave chute. On appelle parfois ce poney Prairie.
Albert possède pendant quelque temps un veau, Fagin, que lui a confié Charles et qu'il élève lui-même. Fagin est primé à la foire puis vendu.
Laura récupère un bouc destiné à mourir, Fred, réputé pour être le dernier de son espèce et parvient à le vendre à Willie Oleson en le faisant passer pour une chèvre, avant de le laisser retourner à la liberté.
Laura et Mary sauvent de la noyade une portée de petits chiots blancs, qu'elles placent dans des familles. L'un d'eux est donné à Alicia Sanderson, qui l'appelle simplement Mon Chien. Il meurt par la suite de maladie et est enterré sur le terrain d'Isaïah Edwards.
Andy recueille une louve blessée et ses deux petits. La louve étant morte tuée par des chiens sauvages, les deux petits sont remis en liberté.
Kezia Horn a pour animal de compagnie un corbeau, Polly, qui parle, siffle et croit qu'il est un perroquet.
Le cheval d'Almanzo s'appelle Barnum. Il a été dressé par Laura et Almanzo.
À l'âge adulte, Laura recueille un chat qu'elle appelle Vorace.
Almanzo et Laura ont une vache qui s'appelle Nellie.
Un vieil habitant de Walnut Grove, Ernest, a une mule du nom de Florence.
Mr. Edwards recueille un orang-outan femelle de trois ans appelé Blanche. La mère de cet animal s'appelait Griselda. Cet orang-outan a failli mourir mais il est finalement envoyé au zoo de Chicago.
Joe Kagan possède, entre autres cochons, une truie qui s'appelle Gertrude et qui est la plus grosse, et un porc qui s'appelle Henry. Gertrude finira sur la table des petits aveugles de l'institut Harriet Oleson.
La mère et le beau-père de Caroline possédaient autrefois une vache qui s'appelait Betsy.

## Commentaires
- Le personnage de Mary Ingalls se trouve trois fois pris dans un incendie[3], est séquestré deux fois, hospitalisé une fois pendant plusieurs mois, et fait une fausse-couche.
- Le personnage de Laura Ingalls est séquestré trois fois[4], attrape le charbon ; on croit deux fois à tort qu'elle a contracté une grave maladie.
- Trois bébés, Charles Ingalls Jr., Adam Kendall Jr. et bébé Wilder meurent au cours de la série.
- Le personnage de Charles Ingalls a les côtes cassées plusieurs fois[5], reçoit des blessures par balles[6], et est enseveli sous des rochers[7].
- Le personnage d'Albert Ingalls attrape le charbon, fait une overdose, et finit par mourir d'une maladie du sang (leucémie).
- Le personnage de James Cooper Ingalls reçoit une blessure par balle et reste des mois dans le coma.
- Le personnage de Harriet Oleson est opéré de l'appendicite, perd connaissance plusieurs fois[8], souffre d'hypocondrie, est hospitalisé six mois sans qu'un diagnostic puisse être posé.
- Le personnage d'Isaiah Edwards attrape deux maladies graves contagieuses, manque d'être tué par un ours, est écrasé par un arbre et tente de se suicider.
- Le personnage d'Eva Beadle est mentionnée par Laura, sans dire son nom dans la saison 9 Le Retour de Nellie alors que le personnage a disparu depuis la saison 4.
- Le personnage d'Andrew Garvey est mentionné par Laura dans la saison 10, Le Chemin des Souvenirs (partie 2), alors que le personnage a disparu depuis la saison 7.
- Le personnage de Lars Handson est mentionné par Caroline et le révérend Alden, dans la saison 5 Le voyage (partie 1), ainsi que dans la saison 9 Bienvenue à Olesonville, alors que le personnage est décédé dans la saison 5, mais ainsi son nom est toujours visible sur le panneau de Walnut Grove.
- Le personnage de Joe Kagan est mentionné par Albert dans la saison 8 Les associés ainsi que par Hester-Sue dans l'épisode Une deuxième chance alors que le personnage à disparu depuis la saison 7.
- Le personnage d'Adam Kendall est mentionné par Charles sans dire son nom, dans la saison 10 (le dernier adieu (partie 1)), alors que le personnage à disparu depuis la saison 8.
- Katherine MacGregor, qui interprète Harriet Oleson, devait reprendre son rôle dans les deux derniers téléfilms de clôture, mais l'emploi du temps de Katherine MacGregor ne lui a pas permis.